# 悠木碧
悠木 碧（ゆうき あおい、1992年3月27日 - ）は、日本の声優、女優、歌手、タレント。千葉県山武市出身。青二プロダクション所属。本名および旧芸名は八武崎 碧（やぶさき あおい）。愛称は「あおちゃん」、「こども先生」。
代表作に『魔法少女まどか☆マギカ』（鹿目まどか）、『君の名は。』（名取早耶香）、『妖怪ウォッチ』（未空イナホ）、『戦姫絶唱シンフォギア』（立花響）、『ポケットモンスター ベストウイッシュ』（アイリス）、『やはり俺の青春ラブコメはまちがっている。』（比企谷小町）、『幼女戦記』（ターニャ・デグレチャフ）、『ヒーリングっど♥プリキュア』（花寺のどか / キュアグレース）がある。

## 経歴
子供の頃に鏡の中の自分と喋るクセがあって家族は個性だと見守っており、「それを活かせるような社会に入れてあげよう」とCMのオーディションに応募して4歳で芸能界に入った。オーディションに落選したが、会場で子役劇団のスカウトを受けて芸能事務所に所属し、「褒めてもらえるのが嬉しくてしょうがなかった」と芝居の楽しさに没頭していたという。子役として映画やテレビドラマに出演していた。1999年から2002年にかけてフジテレビ系列のバラエティ番組『やっぱりさんま大先生』『あっぱれさんま大先生』にレギュラー出演した。
2003年、小学5年生の時に『キノの旅』のさくら役として初めて声優の仕事をしたことがきっかけで声優業を気に入る。当時子役は休業中だったが、本来オーディションを受ける予定だった人物が風邪で参加を辞退したため、代役でオーディションに参加した。後に、2016年配信の多数決ドラマ版および2017年放送のテレビアニメ第2作の『キノの旅』で主人公のキノを演じた。
2006年までセントラル子供劇団に所属していた。高校入学後の2007年8月、正式にBreathに所属し、悠木碧に改名した。
2008年、『紅』の九鳳院紫役で初めてヒロインを演じる。同年8月より声優色の強いプロ・フィットへ移籍した。以降は声優としての活動が多くなり、女優としての活動は少なくなっている。
2009年、『あにゃまる探偵 キルミンずぅ』（御子神リコ役）と『夢色パティシエール』（天野いちご役）の2作で初めて主人公を演じる。このころから、『ダンス イン ザ ヴァンパイアバンド』（ミナ・ツェペッシュ役）など多くの作品で主要キャラクターを演じるようになった。
2011年、『魔法少女まどか☆マギカ』の主人公、鹿目まどか役を演じ、2011年10月に『ニュータイプアニメアワード2011』にて声優主演女優賞を受賞し、2012年3月2日に発表された第6回声優アワードにおいて歴代最年少の19歳で主演女優賞を受賞した。さらに同年の日刊スポーツ第1回日刊アニメグランプリではMIP女性声優賞を受賞した。
2012年3月28日、自身の20歳の誕生日に合わせてFlyingDogより本人名義でミニアルバムを発売した。2013年3月21日に竹達彩奈とユニット「petit milady」（プチミレディ）を結成し、5月15日にZERO-AからCDデビューした。
2013年8月25日、『Animelo Summer Live 2013 -FLAG NINE-』にpetit miladyとして出演した。同年11月24日、『ANIMAX MUSIX 2013』に個人名義で出演した。同イベントでテレビアニメ『世界征服〜謀略のズヴィズダー〜』のエンディングテーマ「ビジュメニア」で自身初のシングルリリースを行うことが発表された。
2014年、『Animelo Summer Live 2014 -ONENESS-』に8月29日、petit miladyと8月31日、本人名義のソロ両方で出演した。
2017年4月にソロアーティストとしての活動休止と、それに伴いオフィシャルファンクラブ「AoimAniA」が6月末に解散されることが発表された。同年7月14日、日本コロムビアより、ソロアーティストとしての活動を同年秋に再開することが発表された。
2017年7月、スタッフ共用の公式Twitterアカウントを開設した。当初はスタッフによる情報を中心に、稀に本人が呟くというスタンスを取っていたが、現在はほとんどが悠木本人のツイートとなっている。2021年9月には公式Instagramアカウントを開設している。
2020年4月8日、新型コロナウイルスの日本国内の感染拡大防止のために自宅待機している親子に向け、絵本や児童書の読み聞かせ企画「#せいゆうろうどくかい」をSoundCloudを通じて開始した。イスラエル大統領のルーベン・リブリンが絵本の読み聞かせをテレビを通して行っていたものに共感し、Twitterで著作権フリーである青空文庫の朗読について呼びかけを行ったところ、ファンや同業の声優から称賛や応援のコメントが相次ぎ、小岩井ことりがフリーBGMを、あきやまかおるがフリーアイコンを提供した。小岩井は初回投稿の「手袋を買いに」の編集にも携わった。
また、下述のようにイラストを特技とすることもありクリエーターとしても活動し、2019年には丸山有香と共同で女性声優の少年声をテーマにした少年アイドルのドラマCD企画『アイショタ idol show time』の企画を立ち上げ、悠木自身もキャラクター原案や出演で携わる形で同人CDとして頒布した、同じく2019年には「言葉の擬獣化」をテーマに自ら企画・原案・キャラクターデザインを務めた『YUKI×AOI キメラプロジェクト』を立ち上げ、2020年よりキービジュアルの公開とともにTwitter上での4コマ漫画連載、楽曲やミュージックビデオの制作が行われることになっており、最終的にはアニメ化を目標としている。
2021年、「pixiv創作マンガ2021」に特別選考委員として参加した。
2022年1月1日より、プロ・フィットが同年3月末でマネジメント業務を終了することにともない、青二プロダクションへ移籍した。
2023年9月22日、音楽活動を再始動させることを発表。あわせて音楽活動の再開だけでなくこの年で芸能活動20周年も迎えるにあたることも含め、新たな試みとしてDiscordに公式コミュニティ「妖精夜行」を開設した。同年12月には同コミュニティ内にユーザー共創型の音楽レーベル「Fairhythm（フェアリズム）」を設立（レーベルの運営は本来の所属レーベルである日本コロムビアに委託）、第1弾としてミニアルバム製作のためのクラウドファンディングを行った。

## 人物
子供のころは「正義の味方」になりたかったと言い、『美少女戦士セーラームーン』のファンで特に背の高いセーラージュピター/木野まことなど主に背の高いキャラクターを好んでいる。
トランスフォーマーシリーズのファンでもあり、実写映画を何度も見にいくほどである。幼いころからトランスフォーマーや男玩に慣れ親しんでいたと言い、シルバニアファミリーを集めていた際にはストーリーがいつも血なまぐさいものになっていたという。推しはバンブルビーであり、トランスフォーマーのアトラクションのためにユニバーサル・スタジオ・シンガポールにまで行ったことがあるという筋金入りである。映画『バンブルビー』の吹き替えにも参加している。
ゲーム好きで、人生で最も面白かった作品には『ゼルダの伝説 時のオカリナ』を挙げている。
小動物系が好きで、自宅ではシマリスを飼っている。2010年8月当時、満8歳で名前は「ポプリ」。悠木碧本人はよく「ポプリくん」と呼んでいる。
2010年5月からはブラックのマンチカンも飼い始めた。性別はメスで名前は「エイミー」。また、悠木が主人公の鹿目まどかを演じている『魔法少女まどか☆マギカ』のBD/DVD第1巻初回限定盤付属のドラマCDに同名の黒猫が登場している。そして2011年12月にはエイミーの子供で、オスの白マンチカン「アシュベル」が産まれ、アシュベルとは自身の楽曲PVで共演もしている。本当はイシュメルと名付けたが、聞き間違いによりアシュベルと登録された。
多色の画材を使ったイラストも得意である。中学、高校では美術部に所属しており本人のブログなど、さまざまな場所で目にすることがある。『魔法少女まどか☆マギカ』の第2話・第3話では、主人公である鹿目まどかが妄想したという設定の魔法少女衣装のノート落書き絵が作中で登場する。『ベン・トー』のDVD5巻のオーディオコメンタリーで、アバンタイトルが長いために「マッチョなウサギ」を落書きして待っていたが、これが原作第9巻に登場し、彼女が演じた役である「白粉花」が「アオちゃん」なる人物と友人という設定が付加された。『異世界かるてっと』では、第8話にてエンドカードを提供した。
趣味は本を書くこと、絵を書くこと、特技は音読、早口言葉。
「碧」という名前には「王様の白い石、ダイヤモンド」という意味があるという。
一人っ子である。

### 声優として
独特のイントネーションが特徴とされる。『日刊SPA!』では、『魔法少女まどか☆マギカ』の鹿目まどか役など「自分に自信がなく何の役にも立たない人間だと思っているが、人一倍強い芯を持った少女」の役が印象深いと評している。主に幼児から高校生までの少女を演じることが多いが、時には少年役や大人の女性役を演じることもある。
台本には「丁寧に」と心構えを書いているとのこと。目標であり尊敬する声優は、複数の作品で共演している沢城みゆき。
声優業が中心になってからはラジオパーソナリティを担当する機会も増えている。

## 出演
太字はメインキャラクター。

### テレビアニメ
2003年
- キノの旅 -the Beautiful World-（さくら）

2004年
- 愛してるぜベイベ★★（まりか）

2005年
- おねがいマイメロディ（2005年 - 2008年、夢野琴） - 3シリーズ

2008年
- 紅（九鳳院紫）
- 屍姫 シリーズ（2008年 - 2009年、遠岡アキラ） - 2シリーズ

2009年
- アキカン!（ぶど子）
- 地獄少女 三鼎（浜野知里子）
- 神曲奏界ポリフォニカ クリムゾンS（イアリティッケ・シン・ゴルオット）
- ファイト一発! 充電ちゃん!!（女子生徒D）
- 宙のまにまに（米原）
- 夢色パティシエール（2009年 - 2010年、天野いちご） - 2シリーズ
- あにゃまる探偵 キルミンずぅ（2009年 - 2010年、御子神リコ）
- ジュエルペット（2009年 - 2013年、アメリ） - 5シリーズ
- 乃木坂春香の秘密 ぴゅあれっつぁ♪（初瀬光）

2010年
- ダンス イン ザ ヴァンパイアバンド（ミナ・ツェペッシュ）
- ソ・ラ・ノ・ヲ・ト（ノエル〈寒凪乃絵留〉、シュコ）
- デュラララ!!（岸谷新羅〈幼少時代〉）
- いちばんうしろの大魔王（ころね）
- 屍鬼（桐敷沙子）
- ポケットモンスター ベストウイッシュ（2010年 - 2013年、アイリス、バージルの初代イーブイ） - 2シリーズ + 特別編
- 百花繚乱 サムライガールズ（2010年 - 2013年、柳生十兵衛） - 2シリーズ
- それでも町は廻っている（辰野俊子）
- 神のみぞ知るセカイ（2010年 - 2013年、青山美生） - 2シリーズ
- それいけ!アンパンマン（2010年 - 2019年、マロン姫〈3代目〉、ブリキッド）

2011年
- 魔法少女まどか☆マギカ（鹿目まどか、落書きの魔女の使い魔） - アニメ内のまどかが描いたイラストも担当。
- GOSICK -ゴシック-（ヴィクトリカ・ド・ブロワ）
- べるぜバブ（2011年 - 2012年、谷村千秋）
- Aチャンネル（トオル / 一井透）
- 異国迷路のクロワーゼ The Animation（アリス・ブランシュ）
- ゆるゆり（2011年 - 2015年、雷香 / ライバるん） - 3シリーズ
- まじっく快斗（アン王女）
- 境界線上のホライゾン（2011年 - 2012年、向井・鈴） - 2シリーズ
- ベン・トー（白粉花）
- ラストエグザイル-銀翼のファム-（ジゼル・コレット・ヴィント）
- Persona4 the ANIMATION（2011年 - 2014年、中村あいか） - 2シリーズ
- やきもち狂想曲（ルー）

2012年
- 戦姫絶唱シンフォギア（2012年 - 2019年、立花響） - 5シリーズ
- 男子高校生の日常（りんごちゃん）
- 咲-Saki- シリーズ（2012年 - 2014年、高鴨穏乃） - 2シリーズ
- 氷菓（江波倉子、女子生徒、赤い水着の女性、松代〈漫研部員〉、中山）
- DOG DAYS シリーズ（2012年 - 2015年、クーベル・E・パスティヤージュ、猫神、クラリフィエ・エインズ・パスティヤージュ） - 2シリーズ
- じょしらく（マスク）
- イナズマイレブンGO シリーズ（2012年 - 2014年、菜花黄名子、森村好葉 他） - 2シリーズ
- 武装神姫（オルベル）

2013年
- まんがーる!（桜台きいろ）
- 革命機ヴァルヴレイヴ（連坊小路アキラ） - 2シリーズ
- やはり俺の青春ラブコメはまちがっている。（2013年 - 2020年、比企谷小町、サブレ） - 3シリーズ
- 超次元ゲイム ネプテューヌ THE ANIMATION（ピーシェ / イエローハート）
- ガンダムビルドファイターズ（キララ / ミホシ）
- BLAZBLUE ALTER MEMORY（プラチナ＝ザ＝トリニティ）

2014年
- とある飛空士への恋歌（クレア・クルス / ニナ・ヴィエント）
- バディ・コンプレックス（隼鷹・フィオナ・ウェインバーグ）
- ブレイドアンドソウル（ジン・ヴァレル）
- ソウルイーターノット!（多々音めめ）
- ブラック・ブレット（蛭子小比奈）
- ケロロ 〜keroro〜（新ケロロ、ブラックスター、魔法少女モナカ）
- 彼女がフラグをおられたら（吟遊院芹香）
- 六畳間の侵略者!?（コラマ）
- Free!-Eternal Summer-（山崎宗介〈小学生〉）
- みならいディーバ（※生アニメ）（葉山シェリー） - 友情出演
- 信長協奏曲（お市）
- 遊☆戯☆王ARC-V（方中ミエル）
- さばげぶっ!（ヤミー）
- ガールフレンド（仮）（不知火五十鈴）
- 七つの大罪（2014年 - 2021年、ディアンヌ、キャス） - 5シリーズ
- ソードアート・オンライン シリーズ（2014年 - 2020年、ユウキ / 紺野木綿季） - 2シリーズ

2015年
- ユリ熊嵐（百合園蜜子）
- 血液型くん! シリーズ（2015年 - 2016年、A型ちゃん） - 3シリーズ
- 聖剣使いの禁呪詠唱（漆原静乃）
- 東京喰種トーキョーグール シリーズ（2015年 - 2018年、安久黒奈 / クロナ） - 2シリーズ
- 探偵歌劇 ミルキィホームズ TD（キャロル・ドジソン）
- 山田くんと7人の魔女（滝川ノア、まき）
- 終わりのセラフ（クルル・ツェペシ） - 2シリーズ
- GANGSTA.（ニナ）
- 妖怪ウォッチ（2015年 - 2019年、未空イナホ、ネコ2世、しろく魔） - 2シリーズ
- 六花の勇者（フレミー）
- ケイオスドラゴン 赤竜戦役（シャディ）
- オーバーロード（クレマンティーヌ）
- 緋弾のアリアAA（島麒麟）
- 名探偵コナン（中居芙奈子）
- 温泉幼精ハコネちゃん（ゴウラ）
- ワンパンマン（2015年 - 2019年、戦慄のタツマキ） - 2シリーズ
- 学戦都市アスタリスク（2015年 - 2016年、梁瀬ミーコ） - 2シリーズ
- ヤング ブラック・ジャック（今上エリ）

2016年
- 僕だけがいない街（雛月加代 / 杉田加代、未来）
- ディバインゲート（ドロシー）
- ラグナストライクエンジェルズ（御堂かすみ バーネット）
- 逆転裁判 〜その「真実」、異議あり!〜（2016年 - 2019年、綾里真宵） - 2シリーズ
- 僕のヒーローアカデミア（2016年 - 2024年、蛙吹梅雨、角取ポニー、取蔭切奈） - 7シリーズ
- エンドライド（ミーシャ）
- 田中くんはいつもけだるげ（莉乃）
- SUPER LOVERS（夏川亜衣）
- クオリディア・コード（天河舞姫）
- アンジュ・ヴィエルジュ（レミエル）
- ステラのまほう（藤川歌夜）
- ぐだぐだオーダー（おき太）

2017年
- 幼女戦記（ターニャ・デグレチャフ）
- ACCA13区監察課（ロッタ、シュネー）
- AKIBA'S TRIP -THE ANIMATION-（マツコ）
- 銀魂.（朧〈少年時代〉）
- サクラダリセット（相麻菫）
- バトルガール ハイスクール（サドネ）
- アホガール（花畑よしこ）
- キノの旅 -the Beautiful World- the Animated Series（キノ、少女）
- ボールルームへようこそ（甲本明）
- 僕の彼女がマジメ過ぎるしょびっちな件（香坂秋穂）
- ドラえもん（テレビ朝日版第2期）（クイズ）
- 3月のライオン（2017年 - 2018年、高城めぐみ）
- 将国のアルタイル（ブリジッタ・グリマルディ）

2018年
- 博多豚骨ラーメンズ（ミサキ）
- ポプテピピック（2018年 - 2021年、ポプ子〈第2話Aパート / 再放送・リミックス版第7話Aパート〉）
- ハクメイとミコチ（コンジュ）
- デスマーチからはじまる異世界狂想曲（アリサ・タチバナ）
- PERSONA5 the Animation（2018年 - 2019年、佐倉双葉） - 1シリーズ + 特別編前後編
- 妖怪ウォッチ シャドウサイド（2018年 - 2019年、天野ナツメ、朱夏）
- ヲタクに恋は難しい（桜城光、ナレーション）
- ピアノの森（2018年 - 2019年、丸山誉子） - 2シリーズ
- 鬼灯の冷徹（滝夜叉姫）
- 魔法少女サイト（サイト管理人 弐（ひょっとこ））
- かくりよの宿飯（少女 / 黄金童子）
- ロード オブ ヴァーミリオン 紅蓮の王（咲山小梅）
- クレヨンしんちゃん（垂野枯から美）
- 百錬の覇王と聖約の戦乙女（アルベルティーナ）
- あそびあそばせ（青空つぐみ）
- 陰陽師・平安物語（胡蝶の精）
- ゴブリンスレイヤー（ナレーション）
- SSSS.GRIDMAN（ボラー） - 2023年に劇場総集編公開
- ラディアン（2018年 - 2020年、メリ、ドラクーン） - 2シリーズ
- ベルゼブブ嬢のお気に召すまま。（ダンタリオン）
- ゾイドワイルド（ラーユ）

2019年
- ブギーポップは笑わない（ブギーポップ / 宮下藤花）
- からくりサーカス（コロンビーヌ）
- グリムノーツ The Animation（白雪姫、先代白雪姫）
- 異世界かるてっと（2019年 - 2020年、ターニャ） - 2シリーズ
- 鬼滅の刃（2019年 - 2024年、案内役・黒髪 / 産屋敷輝利哉） - 3シリーズ
- 真夜中のオカルト公務員（蘇させられた少女）
- グランベルム（袴田水晶）
- 炎炎ノ消防隊（2019年 - 2025年、環古達、まもる君） - 3シリーズ
- からかい上手の高木さん（2019年 - 2022年、北条） - 2シリーズ
- ファンタシースターオンライン2 エピソード・オラクル（2019年 - 2020年、クラリスクレイス）

2020年
- ＜Infinite Dendrogram＞-インフィニット・デンドログラム-（リリアーナ・グランドリア）
- スター☆トゥインクルプリキュア（花寺のどか / キュアグレース）
- ヒーリングっど♥プリキュア（2020年 - 2021年、花寺のどか / キュアグレース）
- Fate/Grand Order -絶対魔獣戦線バビロニア-（ティアマト）
- プランダラ（園原水花）
- 天晴爛漫!（ホトト）
- プリンセスコネクト!Re:Dive（スズメ）
- 彼女、お借りします（2020年 - 2025年、七海麻美） - 4シリーズ
- 戦乙女の食卓（2020年 - 2021年、リタ・ロスヴァイセ） - 2シリーズ
- 彼女、お借りします ぷち（2020年 - 2022年、七海麻美） - 2シリーズ
- 魔法科高校の劣等生 シリーズ（2020年 - 2024年、七草泉美） - 2シリーズ
- 魔王城でおやすみ（フローレンス）

2021年
- エビシー修業日記（エビシー）
- 蜘蛛ですが、なにか?（「私」 / 白 / 「私」〈体担当、魔法担当1号、魔法担当2号〉、蜘蛛の魔物、悪夢の残滓）
- アズールレーン びそくぜんしんっ!（大鳳）
- さよなら私のクラマー（曽志崎緑）
- スライム倒して300年、知らないうちにレベルMAXになってました（2021年 - 2025年、アズサ） - 2シリーズ
- ポケットモンスター（2021年 - 2022年、アイリス）
- ドラゴン、家を買う。（子どもディアリア）
- 100万の命の上に俺は立っている（アォユー）
- D_CIDE TRAUMEREI THE ANIMATION（ジェシカ・クレイボーン）
- Sonny Boy（瑞穂、さくら）
- マギアレコード 魔法少女まどか☆マギカ外伝 2nd SEASON -覚醒前夜-（鹿目まどか）
- 乙女ゲームの破滅フラグしかない悪役令嬢に転生してしまった…X（サラ）
- メガトン級ムサシ（2021年 - 2023年、星野あおい、イブ） - 2シリーズ
- 海賊王女（花梨）
- 最果てのパラディン（2021年 - 2023年、グレイスフィール） - 2シリーズ

2022年
- 薔薇王の葬列（ジャンヌダルク）
- 平家物語（びわ）
- あたしゃ川尻こだまだよ〜デンジャラスライフハッカーのただれた生活〜（川尻こだま 他）
- ニンジャラ（ルーシー、ダミアン）
- もっと!まじめにふまじめ かいけつゾロリ（ミラ）
- 異世界おじさん（2022年 - 2023年、メイベル）
- 咲う アルスノトリア すんっ!（パウリナ）
- 忍の一時（黄瀬川輝麗）
- 虫かぶり姫（シャロン・ガードウィン）
- 機動戦士ガンダム 水星の魔女（2022年 - 2023年、ノレア・デュノク） - 2シリーズ

2023年
- スパイ教室（モニカ） - 2シリーズ
- うる星やつら (2022)（2023年 - 2024年、テン） - 2シリーズ
- 虚構推理 Season2（雪女）
- NieR:Automata Ver1.1a（2023年 - 2024年、パスカル） - 2シリーズ
- ひろがるスカイ!プリキュア（キュアグレース）
- 異世界召喚は二度目です（ティア・アムレート）
- 神無き世界のカミサマ活動（アータル）
- 異世界ワンターンキル姉さん 〜姉同伴の異世界生活はじめました〜（使役の魔女グリリグラ）
- BLEACH 千年血戦篇（2023年 - 2024年、リルトット・ランパード） - 2シリーズ
- アンデッドアンラック（2023年 - 2024年、ジーナ、タチアナの母）
- 薬屋のひとりごと（2023年 - 2025年、猫猫） - 2シリーズ
- カミエラビ（2023年 - 2024年、リョウ） - 2シリーズ
- ひきこまり吸血姫の悶々（プロヘリヤ・ズタズタスキー）

2024年
- 佐々木とピーちゃん（ピーちゃん）
- 異修羅（2024年 - 2025年、世界詞のキア） - 2シリーズ
- 治癒魔法の間違った使い方（黒騎士 / フェルム）
- 夜桜さんちの大作戦（夜桜四怨）
- 魔王学院の不適合者 II 〜史上最強の魔王の始祖、転生して子孫たちの学校へ通う〜（創造神ミリティア）
- 異世界失格（ウォーデリア）
- 逃げ上手の若君（風間玄蕃）
- 合コンに行ったら女がいなかった話（藤）
- 妻、小学生になる。（新島貴恵、白石万理華）
- Re:ゼロから始める異世界生活 3rd season（2024年 - 2025年、カペラ） - 2シリーズ
- メカウデ（フブキ）
- らんま1/2 (2024)（白鳥あずさ）

2025年
- かいじゅうせかいせいふく（めら、ぐーすか、あにき、しゅがー、ナレーション）
- キミと僕の最後の戦場、あるいは世界が始まる聖戦 Season II（天帝ユンメルンゲン）
- 阿波連さんははかれない season2（まどか）
- クレバテス-魔獣の王と赤子と屍の勇者-（ネル / ネルル）
- グノーシア（夕里子）

時期未定
- 魔法少女育成計画 restart（ラピス・ラズリーヌ）

### 劇場アニメ
2011年
- 劇場版ポケットモンスター ベストウイッシュ（2011年 - 2013年、アイリス） - 3作品

2012年
- 劇場版イナズマイレブンGO vs ダンボール戦機W（菜花黄名子）
- メロエッタのキラキラリサイタル（特報ナレーション）
- 劇場版 魔法少女まどか☆マギカ（2012年 - 2026年、鹿目まどか） - 4作品

2013年
- SHORT PEACE 『九十九』（反物小町）
- ピカチュウとイーブイ☆フレンズ（ブースター）
- 龍 -RYO-（RYO）

2014年
- イナズマイレブン 超次元ドリームマッチ（菜花黄名子）

2015年
- アップルシード アルファ（アイリス）
- 映画 ハイ☆スピード!-Free! Starting Days-（山崎宗介〈小学生〉）
- 映画 妖怪ウォッチ エンマ大王と5つの物語だニャン!（未空イナホ）
- バケモノの子

2016年
- アクセル・ワールド INFINITE∞BURST（女神ニュクス）
- 映画 聲の形（西宮結絃）
- 君の名は。（名取早耶香）
- ラストエグザイル-銀翼のファム- Over The Wishes（ジゼル・コレット・ヴィント）

2017年
- 劇場版 FAIRY TAIL -DRAGON CRY-（ソーニャ）
- 夜は短し歩けよ乙女（プリンセスダルマ）
- 映画 キラキラ☆プリキュアアラモード パリッと!想い出のミルフィーユ!（クック）

2018年
- 映画ドラえもん のび太の宝島（クイズ）
- 僕のヒーローアカデミア THE MOVIEシリーズ（2018年 - 2021年、蛙吹梅雨） - 3作品
- 劇場版 七つの大罪（2018年 - 2021年、ディアンヌ） - 2作品
- モンスターストライク THE MOVIE ソラノカナタ（ユウナ）

2019年
- あした世界が終わるとしても（ミコ）
- 劇場版 幼女戦記（ターニャ・フォン・デグレチャフ）
- クレヨンしんちゃん 新婚旅行ハリケーン 〜失われたひろし〜（姫）
- バイオレンス・ボイジャー（ボビー）
- 天気の子（名取早耶香）
- ヴァイオレット・エヴァーガーデン 外伝 - 永遠と自動手記人形 -（テイラー・バートレット）

2020年
- 映画ドラえもん のび太の新恐竜（たまご隊長）
- 映画プリキュアシリーズ（2020年 - 2023年、花寺のどか / キュアグレース） - 4作品

2021年
- 映画 さよなら私のクラマー ファーストタッチ（曽志崎緑）
- 竜とそばかすの姫
- さよなら、ティラノ（トプス）

2022年
- クレヨンしんちゃん もののけニンジャ珍風伝（秘書）
- 劇場版 異世界かるてっと 〜あなざーわーるど〜（ターニャ）
- 劇場版 からかい上手の高木さん（北条）
- 劇場版IDOL舞SHOW（佐久間志のぶ）
- ぼくらのよあけ（ナナコ）

2023年
- グリッドマン ユニバース（ボラー）

2024年
- 大室家（八重野美穂） - 2作品
- 映画ドラえもん のび太の地球交響楽（パロパロ、服部先生）
- クラメルカガリ（飴屋）
- 劇場版モノノ怪 唐傘（カメ）
- きみの色（しほ）

2025年
- 劇場版 鬼滅の刃 無限城編 第一章 猗窩座再来（産屋敷輝利哉）
- ひゃくえむ。（小宮〈小学生〉）

### OVA
2009年
- アキカン!（ぶど子）

2010年
- 紅（九鳳院紫）
- 夢色パティシエール 胸キュン♥トロピカルアイランド!（天野いちご） - 夏ドキッ★りぼんっ子パーティー55上映作品

2011年
- ああっ女神さまっ（2011年 - 2013年、双子女神サーガ） - DVD付き第43・46巻限定版
- 装甲騎兵ボトムズ Case;IRVINE（少年兵）
- Baby Princess 3Dぱらだいす0（ラブ）（真璃）

2012年
- Aチャンネル+smile（2012年 - 2017年、トオル / 一井透）
- 片翼のクロノスギア（ジャンヌ＝サヤ）
- 君のいる町（枝葉懍）
- 夢想夏郷〜A Summer Day's Dream〜（魂魄妖夢） - 同人アニメ

2014年
- ヘタリア The Beautiful World えくすとらでぃすく（ロシア娘）
- 姉ログ（梅比良ブリサ） - DVD付き第6・7巻限定版
- 超次元ゲイム ネプテューヌ THE ANIMATION #13（ピーシェ / イエローハート） - Blu-ray/DVD第7巻に収録
- 山田くんと7人の魔女（滝川ノア） - DVD付き第15巻限定版

2015年
- DOG DAYS"（クーベル・E・パスティヤージュ）

2016年
- クビキリサイクル 青色サヴァンと戯言遣い（玖渚友）

2019年
- ヲタクに恋は難しい（2019年 - 2021年、桜城光） - 単行本第7・10・11巻OAD付き特装版

2020年
- ACCA13区監察課 Regards（ロッタ）

2021年
- Fate/Grand Carnival（酒呑童子）

### Webアニメ
2010年代
- ゆとりちゃん（2010年、田中ゆとり）
- ポンコツクエスト〜魔王と派遣の魔物たち〜（2016年、カザミ）
- 弱酸性ミリオンアーサー（2016年、モーガン）
- クレヨンしんちゃん外伝 家族連れ狼（2017年、はずみ）
- ソウタイセカイ（2017年、ミコ / ニコ）
- しろたん しろたんがいっぱい！（2017年、しろたん）
- ガンダムビルドファイターズ GMの逆襲（2017年、キララ）
- 悪魔のメムメムちゃん（2017年、ひょう太）
- トランスフォーマー サイバーバース（2019年、ウインドブレード）
- 7SEEDS（2019年 - 2020年、草刈螢） - 2シリーズ

2020年
- 薄明の翼（ジョン）
- 虫籠のカガステル（カーラ）
- 彼女、お借りします ぷち（2020年 - 2022年、七海麻美）
- ニンジャラ 瞳の秘密（ルーシー）
- OBSOLETE（九葉このか）

2021年
- ガンダムブレイカー バトローグ（インフォちゃん）

2022年
- 人形学園（リタ）
- もっと!まじめにふまじめ かいけつゾロリ ゾロリのへや（ミラ）
- サイバーパンク エッジランナーズ（ルーシー）
- 七つの大罪 怨嗟のエジンバラ（2022年 - 2023年、ディアンヌ）

2023年
- Fate/Grand Order 藤丸立香はわからない（沖田総司）
- グッド・ナイト・ワールド（ピコ）
- マサムネ - 使命の赤き刃 -（マサムネ）

2024年
- 魔法少女ホロウィッチ!（ラグ）
- 夜は猫といっしょ（チクワ / コンブ）

### ゲーム
2003年
- キノの旅 -the Beautiful World-（さくら） - 声優デビュー作

2010年
- ソ・ラ・ノ・ヲ・ト 乙女ノ五重奏（ノエル〈寒凪乃絵留〉）
- ドラゴンネスト（アカデミック）
- BLAZBLUEシリーズ（2009年 - 2018年、プラチナ＝ザ＝トリニティ） - 9作品
- BLUE ROSES 〜妖精と青い瞳の戦士たち〜（ポル）
- 桃色大戦ぱいろん（リャオ、アキュラ）

2011年
- クイーンズゲイト スパイラルカオス（柳生十兵衛）
- グラナド・エスパダ（ルディン）
- グランナイツヒストリー（セフィア皇女）
- こいけん2!!（竜王珠美）
- セブンスドラゴン2020（ボイス集女性N）
- つくものがたり（香山怜央）
- トイ・ウォーズ（ナイトメアA）
- なみいろ（波平夏美）
- ヴァイスシュヴァルツ ポータブル（雪乃涼花）
- 嫁コレ（田中ゆとり、トオル / 一井透、鹿目まどか、ジゼル・コレット・ヴィント、ディアンヌ）

2012年
- イナズマイレブンGO（2012年　- 2013年、菜花黄名子、ビッグ、森村好葉、ウルミ チャププ、ピクシー〈黒〉、オートパイロット） - 2作品
- イナズマイレブンGO ストライカーズ2013（菜花黄名子）
- ガールフレンド（仮）（2012年 - 2023年、不知火五十鈴、鹿目まどか）
- 拡散性ミリオンアーサー（モーガン）
- 神次元ゲイム ネプテューヌV（ピーシェ / イエローハート）
- ソールトリガー（シリル）
- 時と永遠 〜トキトワ〜（エンダ）
- 怒首領蜂最大往生（陽蜂 / 陰蜂）
- ファンタシースターオンライン2（コフィー、クラリスクレイス、女性追加ボイス05）
- ファンタジーアース ゼロ（女性キャラクター用ボイスチケット）
- 武装神姫 BATTLE MASTERS Mk.2（オールベルン） - DLC追加キャラクター
- 魔法少女まどか☆マギカ ポータブル（鹿目まどか）
- モンスターハンター フロンティア オンライン（VOICE TYPE31）
- ルーンファクトリー4（マーガレット）
- レイトン教授VS逆転裁判（マホーネ・カタルーシア）

2013年
- 解放少女 SIN（弓波千流子）
- 機動戦士ガンダム オンライン（プレイヤーボイス タイプ：内気II）
- 境界線上のホライゾン PORTABLE（向井・鈴）
- 劇場版 魔法少女まどか☆マギカ The Battle Pentagram（鹿目まどか）
- 月英学園 -kou-（麻生さつき）
- ゴッドイーター2（ラケル博士〈ラケル・クラウディウス〉、シプレ）
- 咲-Saki- 阿知賀編 episode of side-A Portable（高鴨穏乃）
- セブンスドラゴン2020-II（ムラクモ、シズカ）
- 超次次元ゲイム ネプテューヌRe;Birth1（ピーシェ / イエローハート） - DLC追加キャラクター
- 箱庭のフォルクローレ（メイドアミー）
- Fate/EXTRA CCC（ジナコ＝カリギリ）
- やはりゲームでも俺の青春ラブコメはまちがっている。（比企谷小町）
- LORD of VERMILION III（テレーゼ）
- 私がお世話してあげる!（潤紅夏）

2014年
- アンジュ・ヴィエルジュ 〜第2風紀委員 ガールズバトル〜（レミエル）
- ウチの姫さまがいちばんカワイイ（鹿目まどか）
- おつかえ乙女!（神楽坂舞）
- 神次次元ゲイム ネプテューヌRe;Birth3 V CENTURY（ピーシェ）
- 仮面ライダー バトライド・ウォーII（レイト）
- グランブルーファンタジー（2014年 - 2024年、アニラ、マイム、ミイム、メイム、蛙吹梅雨） - 2作品
- コアマスターズ（カトリシア）
- ゴールドリベリオン（エクレア）
- 超ヒロイン戦記（立花響）
- 戦場のウエディング（戦の女神イリス）
- ソードアート・オンライン -ホロウ・フラグメント-（ユウキ）
- ソニックトゥーン（スティックス・ザ・バジャー）
- ブレイドアンドソウル（ジン・ヴァレル）
- ワンダーフリック（ネイラ）

2015年
- アルカディアの蒼き巫女（ウルル）
- 終わりのセラフ 運命の始まり（クルル・ツェペシ）
- 終わりのセラフ BLOODY BLADES（クルル・ツェペシ）
- ガールフレンド（仮） きみと過ごす夏休み（不知火五十鈴）
- 乖離性ミリオンアーサー（異界型島麒麟）
- 家電少女（りりあ、鹿目まどか）
- 仮面ライダーバトル ガンバライジング（ユルセン）
- グランキングダム（キアラ）
- CLOSERS（ミコト＝アマミヤ）
- クロノスブレイド（リナ）
- 激次元タッグ ブラン+ネプテューヌVSゾンビ軍団（ピーシェ / イエローハート）
- 劇場版 魔法少女まどか☆マギカ MAGICARD BATTLE（鹿目まどか）
- ゴッドイーター2 レイジバースト（ラケル博士〈ラケル・クラウディウス〉）
- 咲-Saki- 全国編（高鴨穏乃）
- JKヴァンパイア 〜運命のフェスタ〜（ルビィ・ディアボラ）
- 白猫プロジェクト（ディアンヌ、ユッカ、シルヴィア・エルオネス）
- 神撃のバハムート（マイム、ミイム、メイム）
- セブンスドラゴンIII code:VFD
- ソードアート・オンライン -ロスト・ソング-（ユウキ）
- 電撃文庫 FIGHTING CLIMAX IGNITION（ユウキ） - DLC追加キャラクター
- 七つの大罪 真実の冤罪（ディアンヌ）
- 七つの大罪 ポケットの中の騎士団（ディアンヌ）
- バイオハザード リベレーションズ2（ナタリア・コルダ / 黒ナタリア〈アレックス・ウェスカー〉）
- バトルガール ハイスクール（サドネ）
- ファントム オブ キル（2015年- 2021年、鹿目まどか / アルティメットまどか、立花響）
- Fate/Grand Order（2015年 - 2025年、沖田総司、酒呑童子 / 伊吹童子、ティアマト / ラーヴァ/ティアマト、大いなる石像神〈ジナコ＝カリギリ〉） - 2作品
- プリンセスコネクト!（天野すずめ）
- ラングリッサー リインカーネーション -転生-（ジェシカ）
- ルミナスアーク インフィニティ（ジォーカー）
- ロイヤルフラッシュヒーローズ（ロザリンデ）

2016年
- ArcheAge（ドワーフ♀）
- イノセントベイン（暁市子）
- エミル・クロニクル・オンライン（メフィストフェレス・ロア / メフィストフェレス・アナザー）
- エンドライド -X fragments-（ミーシャ）
- オルタナティブガールズ（メロ）
- オルタンシア・サーガ -蒼の騎士団-（ディアンヌ）
- 陰陽師GO
- 仮面ライダー バトライド・ウォー創生（ユルセン）
- ガンダムブレイカー3（インフォちゃん）
- クイズRPG 魔法使いと黒猫のウィズ（2016年 - 2024年、ユッカ・エンデ、サマー、鹿目まどか）
- グリムノーツ（白雪姫、カオス・白雪姫、灰雪姫）
- シノビナイトメア（ヒミコ）
- 白猫テニス（2016年 - 2022年、ルチア、シルヴィア、ターニャ）
- 真空管ドールズ（エモ）
- 世界樹の迷宮V 長き神話の果て（アルコン）
- ソードアート・オンライン シリーズ（2016年 - 2018年、ユウキ） - 3作品
- 空と大地のクロスノア（プリースト）
- ソラヒメ ACE VIRGIN -銀翼の戦闘姫-（P-51 マスタング）
- ディバインゲート（ドロシー）
- 天穹のアルクルス（リップ・キャナリー）
- ドラゴンクエストヒーローズII 双子の王と予言の終わり（マリベル）
- ファンタシースターオンライン2 es（2016年 - 2019年、レッドスコルピオ、インペリアルピック、スペース・ツナ、ファルクロー、フリーズ・ツナ、無邪気な法撃手 クラリスクレイス）
- ペルソナ5（佐倉双葉）
- 僕のヒーローアカデミア バトル・フォー・オール（蛙吹梅雨）
- 魔法科高校の劣等生 LOST ZERO（七草泉美）
- 魔法陣少女 ノブナガサーガ（アーサー）
- やはりゲームでも俺の青春ラブコメはまちがっている。続（比企谷小町）
- 妖怪ウォッチ3 スシ/テンプラ/スキヤキ（イナホ）
- ラグナストライクエンジェルズ（御堂かすみ バーネット）
- League of Legends（ルル）
- 戦の海賊（ディアンヌ）
- パズルオブエンパイア（趙雲、沖田総司、宮本武蔵）

2017年
- 四女神オンライン CYBER DIMENSION NEPTUNE（ピーシェ）
- 陰陽師 本格幻想RPG（胡蝶の精）
- ニーア オートマタ（パスカル）
- ビーナスイレブンびびっど!（2017年 - 2020年、プラチナ、七海麻美）
- ブラックローズサスペクツ（紅レイカ）
- 黒騎士と白の魔王（アリア）
- エアリアルレジェンズ（アリシア・ファン・ネルデン）
- イースVIII -Lacrimosa of DANA-（イオ）
- キャプテン翼〜たたかえドリームチーム〜（マリー・シュナイダー）
- 戦姫絶唱シンフォギアXD UNLIMITED（立花響）
- コード・オブ・ジョーカー ECHOES（エルヴィ&エルフィ）
- セブンズストーリー（2017年 - 2019年、リネット、マチルダ、スフィレ、ディアンヌ）
- マギアレコード 魔法少女まどか☆マギカ外伝（2017年 - 2024年、鹿目まどか / アルティメットまどか / まどか先輩 / 究極まどか先輩）
- ストリートファイターV（メナト）
- モンスターストライク（2017年 - 2025年、ディアンヌ、ユウナ、ユウキ、蛙吹梅雨、オニャンコポン、鹿目まどか、マサムネ、環古達、クロ、夜桜四怨、猫猫、佐倉双葉）
- いただきストリート ドラゴンクエスト&ファイナルファンタジー 30th ANNIVERSARY（マリベル）
- ドラゴンクエストライバルズ（マリベル）
- ソニック フォース（女性アバター）
- デスティニーチャイルド（エルメス）
- ゼノブレイド2（イブキ）
- レイヤードストーリーズ ゼロ（ミアラカ、ヴェリーミア、デルフィニウム）
- きららファンタジア（トオル、藤川歌夜）
- ファントムブレイド（ヒナ）
- 妖怪ウォッチバスターズ2 秘宝伝説バンバラヤー ソード/マグナム（キレーネ、ネコ2世、ネコ2世G、モリガミレックス）
- 妖怪ウォッチ ぷにぷに（ネコ2世、キレーネ、モリガミレックス、ディアンヌ、朱夏、しろく魔、ナツネ、ナツヨミ、イナホネヴィア 他）
- ヴァルキリーコネクト（2017年 - 2020年、ランドグリーズ、ヒュウガ、鹿目まどか、エイワス、戦慄のタツマキ）

2018年
- ORDINAL STRATA -オーディナル ストラータ-（ロゼット）
- 逆転オセロニア（ディアンヌ）
- 七つの大罪 ブリタニアの旅人（ディアンヌ）
- ディシディア ファイナルファンタジー オペラオムニア（リルム・アローニィ）
- オーディンクラウン（フウカ）
- プリンセスコネクト！Re:Dive（2018年 - 2024年、スズメ / 天野すずめ）
- ドラえもん のび太の宝島（クイズ）
- アルケミアストーリー（キノ）
- 暁のエピカ -Union Brave-（リリ）
- シノアリス（三匹の子豚）
- 3D人狼殺
- ダンジョンに出会いを求めるのは間違っているだろうか 〜メモリア・フレーゼ〜（2018年 - 2020年、キノ、四方世界の神《幻想》）
- 謀りの姫 / 謀りの姫：Pocket（2018年 - 2019年、月秀） - 2作品
- 三国BASSA!!（劉備）
- ペルソナ5 ダンシング・スターナイト（佐倉双葉）
- 崩壊3rd（リタ・ロスヴァイセ）
- CARAVAN STORIES（ミサクラ、環古達）
- フードファンタジー（マンゴープリン、涼蝦、ゼリー）
- スターオーシャン:アナムネシス（2018年 - 2021年、ティカ・ブランシュ、ナビ / 佐倉双葉、歌星ティカ）
- ファンタジーライフ オンライン（ラウラ）
- 電撃文庫：CROSSING VOID（ユウキ） - 海外向けアプリゲーム
- P.E.T.S.アカデミア（クリリ）
- 僕のヒーローアカデミア One's Justice（蛙吹梅雨）
- クリスタル オブ リユニオン（パンドラ）
- アズールレーン（2018年 - 2023年、大鳳） - 2作品
- 英雄伝説 閃の軌跡IV -THE END OF SAGA-（レン・ブライト、カエラ）
- ファンタジーアース ジェネシス（魔女レグルス）
- ファイナルファンタジー ブレイブエクスヴィアス（サクラ）
- ブラウンダスト（アイ）
- あかねさす少女（こあ）
- プレカトゥスの天秤（ニーナ）
- パズル&ドラゴンズ（2018年 - 2020年、ユウキ、蛙吹梅雨）
- ポケットモンスター シリーズ（2018年 - 2021年、イーブイ） - 7作品
- 〈物語〉シリーズ ぷくぷく（2018年 - 2019年、玖渚友、鹿目まどか）
- ペルソナQ2 ニュー シネマ ラビリンス（佐倉双葉）
- ぷよぷよ!!クエスト（佐倉双葉）
- Wonderland Wars（2018年 - 2021年、錫の新兵、童話を守る者 ライテ、四方の巫女 黄龍、仕立屋カット＆ボビン、メイディ、ルカ）

2019年
- ダークリベリオン（アプサラス、リリアナ）
- ヴァルキリーアナトミア -ジ・オリジン-（ディアンヌ）
- RELEASE THE SPYCE secret fragrance（乱獅子ゆら）
- キャサリン・フルボディ（キャサリン〈アトラクションガール〉、ナビ / 佐倉双葉） - DLC追加キャラクター
- 47 HEROINES（菖蒲曜子）
- MASS FOR THE DEAD（クレマンティーヌ）
- 共闘ことばRPG コトダマン（2019年 - 2024年、マリージア、セエルフィ、メンテナンスちゃん、オニャンコポン、ナビ / 佐倉双葉、ディアンヌ、鹿目まどか、環古達、クレマンティーヌ、マサムネ）
- Shadowverse（2019年 - 2021年、美食天使・エカテリーヌ、獄炎のデーモン、ミストメイド・シーナ、温かな抱擁、清澄の蒼・テトラ、叡智の結実）
- ワンダーグラビティ 〜ピノと重力使い〜（ティア）
- ラングリッサー モバイル（クラレット、レン）
- メリーガーランド（ティコ）
- 大乱闘スマッシュブラザーズ SPECIAL（ナビ / 佐倉双葉）
- ラストイデア（呪詛イデア / エマ）
- Sdorica（ティカ・シェヴァリア）
- 禍つヴァールハイト（セイデイ）
- シンゾウアプリ 6人の彼 -B-（彼）
- 永遠の七日（ヌル）
- 白猫テニス（ルチア）
- かんぱに☆ガールズ（ノイツ・クァルツ）
- 七つの大罪 〜光と闇の交戦〜（ディアンヌ）
- 妖怪ウォッチ4 ぼくらは同じ空を見上げている / 4++（ナツメ、イナホ、ライちゃん、しろく魔、朱夏 他）
- メガミラクルフォース（ピーシェ / イエローハート）
- ファイアーエムブレム 風花雪月（リシテア＝フォン＝コーデリア）
- 戦国少女〜戦場に舞う姫たち〜（武田信玄、徳川家康、織田信秀）
- ガールズ Ｘ バトル2（文醜、鍾繇、馬謖、劉表、郭氏）
- ラストクラウディア（ファル）
- アリス・ギア・アイギス（2019年 - 2022年、サドネ、ターニャ）
- Project NOAH - プロジェクト・ノア -（エムザラ）
- ドラガリアロスト（エマ）
- 偽りのアリス（『狂宴の破壊者』アリス）
- 剣が刻（深美萌夏）
- アークオーダー（へルメス、プロメテウス）
- ボンバーガール（パイン）
- revisions next stage（茅野琴美）
- ペルソナ5 ザ・ロイヤル（佐倉双葉）
- エピックセブン（ラヴィ）
- 魔王と100人のお姫様（ルシファー）
- ワールドフリッパー（カイユ）
- CODE:SEED -星火の唄-（ベオウルフ）
- PUBG MOBILE（2019年 - 2020年、悠木碧A・B）
- 東方キャノンボール（ドレミー・スイート）

2020年
- De: Lithe 〜忘却の真王と盟約の天使〜（イリス・ソルシェール）
- ペルソナ5 スクランブル ザ・ファントム ストライカーズ（ナビ / 佐倉双葉）
- ロストディケイド（パンドラ、サニー、立花響）
- アークナイツ（アーススピリット / イースチナ / ニェン）
- ONE PUNCH MAN A HERO NOBODY KNOWS（戦慄のタツマキ）
- 錬神のアストラル（天早紫紺）
- プリキュア つながるぱずるん（花寺のどか / キュアグレース）
- ファイアーエムブレム ヒーローズ（2020年 - 2023年、リシテア）
- 僕のヒーローアカデミア One's Justice 2（蛙吹梅雨）
- エースヴァージン：再出撃（P-51 マスタング）
- 戦姫ストライク（カゲツキ）
- ゼノンザード（ユウキ）
- 装甲娘 ミゼレムクライシス（マスターコマンド）
- エンゲージソウルズ（アリエノール）
- AFK アリーナ（ネモラ）
- レッド：プライドオブエデン（ウルスラ）
- テイルズ オブ クレストリア（マキナ）
- 百花繚乱 -パッションワールド（柳生十兵衛）
- ゴエティアクロス（2020年 - 2024年、ディアンヌ、ラプラス）
- 英雄伝説 創の軌跡（レン・ブライト）
- 原神（蛍〈女主人公〉）
- クリミナルガールズX（ユイコ）
- OCTOPATH TRAVELER 大陸の覇者（ソフィア）
- ONE PUNCH MAN 一撃マジファイト（戦慄のタツマキ）
- セブンナイツ（結絆）
- A.I.M.$ -All you need Is Money-（アンチ）
- イリュージョンコネクト（シャーロット）
- ガール・カフェ・ガン（キャロ・スコート）
- ETERNAL（メリッサ）
- Go!Go!5次元GAME ネプテューヌ re★Verse（ピーシェ / イエローハート）
- 幼女戦記 魔導師斯く戦えり（ターニャ・フォン・デグレチャフ）
- マナビモ！アソベンジャー！（キャスビット）

2021年
- ひめがみ神楽（元始天尊）
- ラクガキ キングダム（ロッゼ・モナムール）
- アナザーエデン 時空を超える猫（メリッサ）
- BLAZBLUE ALTERNATIVE DARKWAR（トリニティ＝グラスフィール）
- 少女☆歌劇 レヴュースタァライト -Re LIVE-（立花響）
- ＃コンパス 戦闘摂理解析システム（ゲームバズーカガール）
- 咲う アルスノトリア（パウリナ）
- THE KING OF FIGHTERS ALLSTAR（ディアンヌ）
- 世界革命RPG ロードオブヒーローズ（カンナ）
- ニーア レプリカント ver.1.22474487139...（ルイーゼ）
- 僕のヒーローアカデミア ULTRA IMPACT（蛙吹梅雨）
- ルーンファクトリー5（マーガレット）
- ブラック・サージナイト（エンタープライズ、プリンツ・オイゲン）
- ガールズコントラクト（クズノハ）
- 二ノ国：Cross Worlds（エンジニア）
- 白夜極光（ウリエル、ミヤ）
- SCARLET NEXUS（コダマ・メローネ）
- ラグナロクオリジン（ルクス）
- シノビマスター 閃乱カグラ NEW LINK（柳生十兵衛）
- 少女廻戦（張角）
- 異世界かるてっと 〜激突！ぱずるすくーる〜（ターニャ）
- 終末のアーカーシャ（アリス、フランケンシュタイン、ユウネイ）
- 彼女、お借りします ヒロインオールスターズ（七海麻美、ディアンヌ、環古達）
- クッキーラン: キングダム（チェリー味クッキー）
- ドラゴンハントレス（夜神六花）
- 永遠の7日 終わりなき始まり（ヌル）
- ゴシックは魔法乙女〜さっさと契約しなさい!〜（陽蜂）
- スーパーロボット大戦DD（2021年 - 2022年、連坊小路アキラ）
- 英雄伝説 黎の軌跡（レン・ブライト）
- D_CIDE TRAUMEREI（ジェシカ・クレイボーン）
- 鬼滅の刃 ヒノカミ血風譚（案内役・黒髪）
- ガーディアンテイルズ（マリナ）
- ラグナドール 妖しき皇帝と終焉の夜叉姫（邪魅）
- ゲートオブナイトメア（エレナマリア、マロゥ）
- スーパーロボット大戦30（ボラー）
- セブンナイツ2（結絆）
- Revived Witch（KYPHON）
- メガトン級ムサシ（星野あおい、カノコ）
- グランサガ（キュイ）
- COUNTER：SIDE（エイミー・ストリクランド）
- アサルトリリィ Last Bullet（立花響）

2022年
- 阿卡夏計劃（鶴橋輝夜）
- ミコノート はれときどきけがれ（ワクムスビ）
- ソフィーのアトリエ2 〜不思議な夢の錬金術士〜（アレット・クラルティ）
- ソウルタイド（夢咲音月）
- シン・クロニクル（セラ、クロエ）
- ポーカーチェイス（北条愛海）
- 一騎当千 エクストラバースト（柳生十兵衛）
- プリコネ！グランドマスターズ（スズメ）
- 東京放課後サモナーズ（2022年 - 2023年、テュアリング、クアンタム）
- 東方ダンマクカグラ（菅牧典）
- N -INNOCENCE-（アマテラス）
- ロストアーク（アーティスト）
- エターナルツリー（グウェンドリン、夏至）
- ファイアーエムブレム無双 風花雪月（リシテア＝フォン＝コーデリア）
- 魔法科高校の劣等生 リローデッド・メモリ（七草泉美）
- アーテリーギア-機動戦姫-（鹿目まどか）
- 月ウサギのそだてかた（リン）
- 東方アルカディアレコード（魂魄妖夢）
- 紅魔城レミリア 緋色の交響曲（チルノ）
- ゼノブレイド3（マシロ）
- チェインクロニクル（メイベル）
- セガNET麻雀 MJ（2022年 - 2023年、高鴨穏乃、鹿目まどか） - 2作品
- クローバーシアター（カタリーナ）
- 英雄伝説 黎の軌跡 II -CRIMSON SiN-（レン・ブライト）
- エタクロニクル（鈴蘭）
- メメントモリ（モーザ）
- ブレイブリーデフォルト ブリリアントライツ（ダリア）
- 忍者マストダイ（リン）
- 麻雀一番街（メニヤ）

2023年
- エロイカ（キプキルイ）
- サクライグノラムス（卑弥呼）
- アサルトリリィ Last Bullet（鹿目まどか）
- みんなで早押しクイズ（夢凪スイ）
- ハツリバーブ（心紙）
- 機動戦士ガンダム アーセナルベース（ノレア・デュノク）
- 404 GAME RE:SET -エラーゲームリセット-（バーチャコップ）
- かみながしじま 〜輪廻の巫女〜（南愛海）
- アルケランド（アヴィア）
- ドラゴンネスト2：エボリューション（ソーサラー）
- 勝利の女神:NIKKE（2023年 - 2024年、パスカル、シンデレラ）
- 英傑大戦（ディアンヌ）
- 僕のヒーローアカデミア ULTRA RUMBLE（蛙吹梅雨）
- ソードアート・オンライン ラスト リコレクション（ユウキ）
- リバース:1999（シュナイダー）
- ペルソナ5 タクティカ（佐倉双葉）

2024年
- 金色のガッシュベル!! 永遠の絆の仲間たち（ソメイユ）
- Fate/Samurai Remnant（ルーラー / 伊吹童子） - DLC追加キャラクター
- ユニコーンオーバーロード（ヤーナ）
- 泡沫のユークロニア（朔）
- 麻雀格闘倶楽部Sp（高鴨穏乃）
- 百英雄伝（ニル）
- D×2 真・女神転生 リベレーション（鹿目まどか）
- 鈴蘭の剣：この平和な世界のために（謎の猫）
- ファミコン探偵倶楽部 笑み男（橋爪綾香）
- Wizardry Variants Daphne
- フェスティバトル（マサムネ）
- 彼女、お借りします 〜水平線と水着の彼女〜（七海麻美）
- おねがい社長！（七海麻美）

2025年
- IZON.（智人）
- 魔法少女まどか☆マギカ Magia Exedra（鹿目まどか）
- SDガンダム GGENERATION ETERNAL（ノレア・デュノク）
- モンソニ！（マサムネ）

### ドラマCD
2007年
- 紅（九鳳院紫）

2008年
- アキカン!（ぶど子）

2009年
- 飴色紅茶館歓談（鷲塚咲雪）

2010年
- Re:バカは世界を救えるか? ドラマCD（間宮薫）
- 学園天国パラドキシア（花子たん）
- 影執事マルクの響き 1・2（カナメ）
- とある科学の超電磁砲 アーカイブ3（みつみ）
- ダンス ウィズ ザ ヴァンパイアメイド CDすぺしゃる（ミナ・ツェペッシュ）
- 猫神やおよろず「神饌音盤 巻の三」（クロエ）
- 夢色パティシエール きらきら☆ミュージック（天野いちご） - ミニドラマ内に出演

2011年
- 蒼き鋼のアルペジオ（イオナ、イ400、イ402）
- 異国迷路のクロワーゼ The Animation ドラマCD 音語り（アリス・ブランシュ）
- 國崎出雲の事情（源玄衛） - ドラマCD付き第7巻限定版
- GOSICK -ゴシック- 知恵の泉と小夜曲（セレナード）「花振る亡霊は夏の夜を彩る」（ヴィクトリカ・ド・ブロワ）
- GOSICK -ゴシック- 知恵の泉と独唱曲（アリエッタ）「花びらと梟」（ヴィクトリカ・ド・ブロワ）
- 夏目友人帳 参 BD&DVD第1巻 完全生産限定版特典・オリジナルドラマCD「カタバミの恋」（カタバミ）

2012年
- 寄生彼女サナ（櫂実亜須香）
- しゅらばら!（天弓院真愛）
- たいようのいえ（本宮真魚） - ドラマCD付きコミックス第5巻特装版
- ニーナとうさぎと魔法の戦車（ニーナ） - SD&GO2012年2月号特別付録ドラマCD
- らいか・デイズ（春菜来華）

2013年
- イナズマイレブンGO ドラマCD 時を超える絆!!（菜花黄名子）
- 俺がお嬢様学校に「庶民サンプル」として拉致られた件（九条みゆき） - ドラマCD付き小説第5巻特装版
- コープスパーティー2 DEAD PATIENT（穂村千代美）

2014年
- GANGSTA. I（ニナ）

2015年
- ひまわりさん（南亜美）
- モーテ -水葬の少女-（サーシャ）

2016年
- あっくんとカノジョ（片桐のん）
- Fate ぐだぐだオーダー ドラマCD「帰ってきたぐだぐだお得テクニック」（沖田総司）
- PERSONA5 THE NIGHT BREAKERS（佐倉双葉）

2018年
- プリンセスコネクト！Re:Dive PRICONNE CHARACTER SONG 02（スズメ）
- アイの箱庭 a Heartwarming Garden（ニバリス、ノヴァーリス）

2023年
- アークナイツ ウルサスの子供たち（イースチナ） - 3周年記念ドラマCD

### オーディオドラマ
2018年
- ボイスドラマ SSSS.GRIDMAN（ボラー）

2020年
- 異世界のんびり農家 購入特典ボイスカード（ウルザ）
- かのかり デートムービー（2020年 - 2022年、七海麻美） - 2シリーズ
- いい部屋ネット×彼女、お借りしますオリジナル音声ドラマ 麻美ver（七海麻美）

2021年
- ポケモンオーディオドラマ「ともだちはイーブイ」（イーブイ）

2022年
- 書籍『世界が広がる 推し活英語』ダウンロード音声日本語朗読

2023年
- キメラプロジェクト:ゼロ スペシャルボイスドラマ（サンデー） - コミックス第2巻購入特典QRコード掲載しおり

2024年
- 燈の守り人〜幻想夜話〜（観音埼灯台）
- 魔法少女ホロウィッチ!（ラグ）
- 経学少女伝 〜試験地獄の男装令嬢〜 ボイスドラマ（雷雪蓮） - 小説第1巻特典QRコード
- 邪神ちゃんドロップキック×スライム倒して300年、知らないうちにレベルMAXになってました 〜そのに〜コラボボイスドラマ（アズサ）

### 吹き替え

#### 映画（吹き替え）
- トゥームレイダー ファースト・ミッション（2018年、子供のララ[655]）
- バンブルビー（2019年、シャッター[656]）
- ベラのワンダフル・ホーム（2019年、ベラ）
- ザ・スーサイド・スクワッド “極”悪党、集結（2021年、クレオ・カゾ / ラットキャッチャー2〈ダニエラ・メルシオール〉[657][658]）
- ムーンショット（2022年、ソフィー〈ラナ・コンドル〉[659]）
- ガーディアンズ・オブ・ギャラクシー:VOLUME 3（2023年、コスモ[660]）
- ベッキー、キレる（2024年、ベッキー〈ルールー・ウィルソン〉[661]）
- ヴェノム:ザ・ラストダンス（2024年[662]）
- ライオン・キング:ムファサ（2024年、アクア[663]）
- ソニック×シャドウ TOKYO MISSION（2024年、マリア〈アリーラ・ブラウン〉[664]）

#### ドラマ
- ガーディアンズ・オブ・ギャラクシー ホリデー・スペシャル（2022年、コスモ[665]）

#### アニメ
- SING/シング（2017年）
- ソニックトゥーン（2017年、スティックス・ザ・バジャー[666]）
- スパイダーマン:スパイダーバース（2019年、グウェン・ステイシー / スパイダー・グウェン[667]）
- プレイモービル マーラとチャーリーの大冒険（2021年、マーラ[668]）
- 白蛇: 縁起（2021年、宝青坊の主[669]）
- ボス・ベイビー ファミリー・ミッション（2021年、ボー・ピープ[670]）
- 齢5000年の草食ドラゴン、いわれなき邪竜認定（2023年 - 2024年、レーコ[671]） - 2シリーズ[一覧 63]
- 魔道祖師 完結編（2023年、阿箐[672]）
- スパイダーマン:アクロス・ザ・スパイダーバース（2023年、グウェン・ステイシー / スパイダー・グウェン[673]）

### デジタルコミック
- VOMIC 紅 kure-nai（九鳳院紫）
- TERRACE HORSE THE COMIC（2019年、エリーザ・ベス）[674]
- YUKI×AOI キメラプロジェクト（2020年 - 2024年、サンデー[675][676]、カルパ[676]） - 2シリーズ[一覧 64]
- 花は咲く、修羅の如く（2021年、春山花奈[677]）
- Fate/Grand Order 藤丸立香はわからない（2021年、ガネーシャ（ジナコ=カリギリ）[678]）
- 佐々木とピーちゃん（2022年、ピーちゃん、お隣さん[679]）
- 黒い翼に抱かれた日 〜少年悪魔と薄幸乙女〜（2022年、ルピナ[680]）
- 義妹に押し付けられた嫁ぎ先は、呪われた公爵閣下でした（2023年、ミルティア・リラン[681]）

### ラジオ
※はインターネット配信。
- ラジオ イン ザ ヴァンパイア バンド! ミナと由紀 放課後の理事長室!（2009年 - 2010年、メディファクラジオ※）
- ゆとり☆ちゃんねる〜ラヂオもイラッとしないでねhearts;〜（2010年、ゆとりちゃん公式サイト※、音泉※、アニメイトTV※）
- いちばんうしろの無限大ラジ王（2010年、いちばんうしろの大魔王公式サイト※、音泉※）
- 百花繚乱 ラジオガールズ（2010年 - 2011年、ランティスウェブラジオ※）
- あおい・さおりの新番組(`・ω・´)（2011年 - 2016年、超!A&G+※）[12][注 4]
- 異国迷路のクロワーゼ・ロアの歩廊（ギャルリ・ド・ロア）を歩きながら（2011年、HiBiKi Radio Station※）
- ラストエグザイル カルタッファル通信（2011年 - 2012年、HiBiKi Radio Station※）
- 咲らじ-阿知賀女子学院麻雀部-（2012年、ニコニコ生放送※）
- THREE ARROWS ラジオ「らいか・デイズ」 マニア（2012年、HiBiKi Radio Station※）
- 碧と彩奈のラ・プチミレディオ（2013年 - 2019年、文化放送）
- 百花繚乱 ラジオガールズ・ブライド（2013年、ランティスウェブラジオ※）
- ソウルイーターノット! NOTりラジオ!（2014年4月10日 - 7月31日、音泉※）[682]回替わりパーソナリティ
- 寿美菜子・早見沙織・悠木碧のことはゆ（2016年 - 、ニコニコチャンネル※）[683]
- 幼女戦記 ラジオの悪魔（2017年、音泉※）[684]
- 石川界人と悠木碧のサクラダリセット奉仕ラジオ（2017年、ラジオ大阪）
- 悠木碧のマジメ過ぎてしょびってるラジオな件（2017年 - 2018年、音泉※）[685]
- PERSONA5 the Animation Radio“カイトーク!”（2018年、アニメイトタイムズ※）
- 悠木碧のこしらえるラジオ（2022年 - 2025年、超!A&G+※）[686]
- 悠木碧の「齢5000年の草食ドラゴン、いわれなき邪竜認定RADIO」（2022年 - 2023年、音泉※）[687]
- 週刊ファルコムラジオ（2023年5月期マンスリーMC、文化放送） ※内田理央のレコメン!FRIDAY 内 フロート番組

### ラジオCD
- ラジオ イン ザ ヴァンパイア バンド スペシャルCD 〜魅惑? 幻惑? ルーマニア料理対決〜 / 〜ミナと由紀 秘密のお泊り会〜（2010年）
- ラジオCD 「異国迷路のクロワーゼ・ロアの歩廊（ギャルリ・ド・ロア）を歩きながら」出張盤（2011年）
- 碧と彩奈のラ・プチミレディオ キュートでポップなTwinkle CD / ネ申回セレクション（2014年）
- あおい・さおりの新番組(`・ω・´) DJCD Vol.1 - 8（2011年 - 2015年）

### ナレーション
- あにてれ Presents アニソンぷらす+（2010年2月度・2011年3月28日、テレビ東京）
- 高校講座 国語表現（2018年4月10日 - 、NHK Eテレ）[688]
- 未来スイッチ（2019年 - 2020年、NHK）[689]
- 岩合光昭の世界ネコ歩きmini（2021年3月8日 - 、NHK）
- ゲームゲノム（2022年10月 - 、NHK）[690]
- 世界陸上2023 ブダペスト（2023年8月、TBS系[691]）
- サラブレッドとみる夢（2023年、テレビ東京[692]）
- 第75回NHK紅白歌合戦（2024年12月31日、NHK[693]）

### テレビ番組
※はインターネット配信。
- やっぱりさんま大先生（1999年 - 2000年、フジテレビ）
- あっぱれさんま大先生（2000年 - 2002年、フジテレビ）
- ワンナイR&Rスペシャル（2002年、フジテレビ） - 松浦ゴリエ（幼少期） 役
- ダウンタウンのガキの使いやあらへんで!!（2003年、品川祐七変化、日本テレビ）
- 科學堂へようこそ（2003年、サイエンスチャンネル）
- AチャンネルTV（2011年、Aチャンネル公式サイト※）
- 多数決ドラマ「キノの旅 -the Beautiful World- 廃墟の国」（2016年、ニコニコ生放送※）キノ 役
- 天才てれびくんYOU（2017年、『名』のもじもん〈もじ魔獣〉なまえんじぇるの声）
- 出川哲朗のクイズほぉ〜スクール（2021年3月29日 - 、NHK Eテレ） - 天の声（2023年4月以降は毎月第1週・第2週月曜日放送）[694]
- ホロごえっ!（2024年 - 、ABEMA※）[695]
- ゆうきとねきのすきにやるTV（2025年、YouTube「QINOCOP TV」チャンネル※）[696]

### 特撮
1990年代
- 星獣戦隊ギンガマン（1998年、少女） - ノンクレジット

2000年代
- 百獣戦隊ガオレンジャー（2001年、吉田美保）
- 仮面ライダー555（2003年 - 2004年、園田真理〈少女時代〉）

2010年代
- 仮面ライダードライブ（2015年、ユルセンの声）
- 仮面ライダーゴースト（2015年 - 2016年、ユルセンの声）
- 仮面ライダー×仮面ライダー ゴースト&ドライブ 超MOVIE大戦ジェネシス（2015年、ユルセンの声）
- 仮面ライダー1号（2016年、ユルセンの声）
- 動物戦隊ジュウオウジャー（2016年、ユルセンの声）
- 劇場版 仮面ライダーゴースト 100の眼魂とゴースト運命の瞬間（2016年、ユルセンの声）

### テレビ人形劇
- Thunderbolt Fantasy 東離劍遊紀（2018年、妖姫・七殺天凌）

### テレビドラマ
- イヴ（1997年）
- ストーカー・誘う女（1997年、幼稚園児）
- 略奪愛（1998年、母親に虐待される子供）
- ザ・ドクター（1999年、事故で運ばれる少女）
- はみだし刑事情熱系PART3.21話（1999年3月3日、麻衣）
- 天使の歌声（2002年）
- 夢みる葡萄（2005年、後藤）
- ファイナルファンタジーXIV 光のお父さん（2017年、きりんちゃん[700]）
- 特攻兵の幸福食堂（2021年） - 声の出演[701]
- 紫式部のスマホ（2024年、紅花） - 声の出演[702]

### 映画
- まだらの少女（2005年）
- まむしの兄弟（2007年）
- 純喫茶磯辺（2008年、カナ）

### CM
声の出演
- ダッシュエックス文庫「伝えたいことが多すぎる！ダッシュエックス文庫！！」（2015年）
- 仮面ライダーゴースト アラン英雄伝（2016年）CMナレーション
- ブルボン ルマンド「ルマンド男子篇」（2019年）女性社員の声
- 三井住友カード ナンバーレス「ニュース速報篇」「擬人化篇」（2021年）
- 日本マクドナルド「魔女のお届けもの ヨーロッパバーガーズ」（2024年）キキの声

実写出演
- 大京『ライオンズマンション』
- 日産自動車『日産・セレナスター』
- トーエネック
- ワンダーランド - 研究生ララ 役

### PV
- 彼女、お借りします PV（2018年、水原千鶴、七海マミ）
- ハリー・ポッター：魔法同盟 PV（2019年、ナレーション[707]）
- チーズ・イン・ザ・トラップ 単行本7巻8巻発売記念PV（2019年、赤山雪[708]）
- 探偵はもう、死んでいる。 PV（2019年、ナレーション[709]）
- スパイ教室 PV（2020年、コードネーム＜氷刃＞[710]）
- 帝都聖杯奇譚 Fate/type Redline コミックス発売PV（2020年、ナレーション[711]）
- 佐々木とピーちゃん PV（2021年、ピーちゃん[712][713]）
- 黙示録の四騎士 PV（2021年、パーシバル[714]）
- インフルエンス・インシデント PV（2021年、中村真雪〈神村まゆ〉[715]）
- 初×婚 スペシャルムービー（2023年、倉下初[716]）

### パチスロ・パチンコ
2011年
- スカイラブ3（エアル）

2012年
- CR麻雀物語〜麗しのテンパイ乙女〜（風上あやか）
- スカイラブ4（エアル）

2013年
- CR百花繚乱 サムライガールズ（柳生十兵衛）
- SLOT魔法少女まどか☆マギカ（鹿目まどか）

2014年
- CR銀河乙女（エルナト皇国第5皇女 シャルロット・エリザベス）

2015年
- パチスロ百花繚乱 サムライガールズ（柳生十兵衛）

2016年
- パチスロ戦姫絶唱シンフォギア（立花響）
- SLOT魔法少女まどか☆マギカ2（鹿目まどか）

2017年
- CRフィーバー戦姫絶唱シンフォギア（立花響）
- ぱちんこ 魔法少女まどか☆マギカ（鹿目まどか）
- G1優駿倶楽部（羽生まこ）
- CRフィーバー戦姫絶唱シンフォギア（立花響）
- SLOT魔法少女まどか☆マギカA（鹿目まどか）

2018年
- CRフィーバー革命機ヴァルヴレイヴ（連坊小路アキラ）
- ぱちんこCR七つの大罪（ディアンヌ）
- Pフィーバー革命機ヴァルヴレイヴ（連坊小路アキラ）
- CR百花繚乱 サムライブライド（柳生十兵衛）

2019年
- P咲-Saki-阿知賀編（高鴨穏乃）
- SLOT劇場版魔法少女まどか☆マギカ[新編]叛逆の物語（鹿目まどか）
- ぱちんこ劇場版魔法少女まどか☆マギカ（鹿目まどか）
- P七つの大罪 強欲Ver.（ディアンヌ）
- デジハネP七つの大罪 エリザベスVer.（ディアンヌ）

2020年
- Pフィーバー戦姫絶唱シンフォギア2（立花響）

2021年
- Pフィーバー革命機ヴァルヴレイヴ2（連坊小路アキラ）
- パチスロ GI優駿倶楽部3（羽生まこ）
- SLOT劇場版魔法少女まどか☆マギカ[前編]始まりの物語/[後編]永遠の物語（鹿目まどか）
- Pデビルマン 〜疾風迅雷〜（牧村美樹）

2023年
- スマスロ劇場版魔法少女まどか☆マギカ[前編]始まりの物語/[後編]永遠の物語f-フォルテ-（鹿目まどか）

2024年
- P魔法少女まどか☆マギカ3（鹿目まどか）

2025年
- スマスロ マギアレコード 魔法少女まどか☆マギカ外伝（鹿目まどか）
- e マギアレコード 魔法少女まどか☆マギカ外伝（鹿目まどか）

### 玩具
- バンダイ おしゃべり使い魔 DXユルセン（2015年、ユルセン[719]）

### 舞台・朗読劇
- マスクプレイミュージカル『ヒーリングっど♥プリキュア ドリームステージ』（2020年、花寺のどか / キュアグレース、声の出演）
- 詠唱劇「新本格魔法少女りすか」（2020年、水倉りすか[720]）
- マスクプレイミュージカル『トロピカル〜ジュ！プリキュア ドリームステージ』（2021年、花寺のどか / キュアグレース、声の出演）
- 朗読劇『君の膵臓をたべたい』（2022年12月10日 - 11日、ニッショーホール） - 山内桜良 役

### 音声ガイド
- 蒼樹うめ展 音声ガイド（2015年、音声ガイド） - 蒼樹、阿澄佳奈と共に[721]
- 燈の守り人 灯台音声ガイド 神奈川県横須賀市 観音埼灯台（2024年）[653]

### その他コンテンツ
- 読売新聞テレビ欄コーナー「スタジオ発」（2009年、インタビュー）
- 眉山ロープウェイ（徳島県徳島市）車内アナウンス（2012年、鹿目まどか）
- 宝探し〜ミネルヴァの箱〜in 河口湖オルゴールの森美術館（2013年）
- 人狼バトル〜missing girl in fairyland〜（2014年）
- PRIUS! IMPOSSIBLE GIRLS（2016年、06 ダブルウィッシュボーン式サスペンション[722]）
- 西尾維新大辞展（2017年、玖渚友[723]）
- NHKニュース・防災アプリ気象キャラクター 春ちゃん 原画展「紙芝居動画」（2017年 - 、夏ちゃん[724]）
- アホガール（2017年、第5話 オープニングアニメーション 原画協力）
- VR×マンガ「夢の相談所」（2017年、ミキ[725]）
- ディズニー・プログラミング学習教材「テクノロジア魔法学校」（2018年、さくら[726]）
- 異世界かるてっと（2019年、第8話 エンドカード[727]）
- iFreeタッチ（2019年、アイ・F・リーナ[728]）
- 書籍『中学3年間の英語が中2病フレーズなら1週間で学べるなんてわたしは信じない』ダウンロード音声（2020年）[729]
- menu 彼女、お借りします 非売品オリジナルボイス付きスペシャルサンクスカード（2020年、七海麻美[730]）
- YUKI×AOI キメラプロジェクト（2020年、Sunday[731]） - 企画・原案・キャラクターデザインも担当
- Project:;COLD（2021年、イオリ・ハートフィールド[732][733]）[734]
- パイオニア「NP1」（2022年、音声ナビ[735]）
- 絵本アプリ『絵本ひろば』公式読み聞かせ動画（2023年）[736]
- ARuFaによるYoutube動画『アニメの「もうこりごりだ〜」のアレを蒸し器で再現（魔法少女ゆぴか）』（2025年、ゆぴかとポム吉）[737]

## ディスコグラフィ

### シングル
|            | 発売日        | タイトル                 | 規格品番     | 規格品番   | オリコン 最高位 |
| 初回限定盤 | 発売日        | タイトル                 | 通常盤       |            | オリコン 最高位 |
| ---------- | ------------- | ------------------------ | ------------ | ---------- | --------------- |
| 1st        | 2014年1月29日 | ビジュメニア             | VTZL-73      | VTCL-35173 | 19位            |
| 2nd        | 2014年4月30日 | クピドゥレビュー         | VTZL-79      | VTCL-35179 | 18位            |
| 3rd        | 2017年11月1日 | 永遠ラビリンス           | COZC-1383/4  | COCC-17349 | 12位            |
| 4th        | 2018年4月25日 | 帰る場所があるということ | COZC-1432/3  | COCC-17448 | 18位            |
| 5th        | 2020年1月15日 | Unbreakable              | COZC-1609/10 | COCC-17700 | 14位            |
| 6th        | 2021年4月7日  | ぐだふわエブリデー       | COZC-1728/9  | COCC-17860 | 18位            |

### アルバム

#### フルアルバム
|            | 発売日        | タイトル       | 規格品番     | 規格品番   | オリコン 最高位 |
| 初回限定盤 | 発売日        | タイトル       | 通常盤       |            | オリコン 最高位 |
| ---------- | ------------- | -------------- | ------------ | ---------- | --------------- |
| 1st        | 2015年2月11日 | イシュメル     | VTZL-92      | VTCL-60383 | 14位            |
| 2nd        | 2019年6月12日 | ボイスサンプル | COZX-1549/50 | COCX-40812 | 8位             |

#### ミニアルバム
|            | 発売日         | タイトル       | 規格品番     | 規格品番   | オリコン 最高位 |
| 初回限定盤 | 発売日         | タイトル       | 通常盤       |            | オリコン 最高位 |
| ---------- | -------------- | -------------- | ------------ | ---------- | --------------- |
| 1st        | 2012年3月28日  | プティパ       | VTZL-41      | VTCL-60299 | 14位            |
| 2nd        | 2013年2月13日  | メリバ         | VTZL-55      | VTCL-60321 | 18位            |
| 3rd        | 2016年12月14日 | トコワカノクニ | VTZL-113     | VTCL-60429 | 27位            |
| 4th        | 2024年10月1日  | 妖精夜行       | PRCL-10256-7 | COKM-45255 | TBN             |

### 映像作品
|     | 発売日         | タイトル                            | 規格品番 | オリコン 最高位 |
| --- | -------------- | ----------------------------------- | -------- | --------------- |
| 1st | 2015年11月11日 | 「プルミエ！」@MAIHAMA Amphitheater | VTXL-24  | 21位            |

### タイアップ曲
| 楽曲                     | タイアップ                                                                                   | 時期   |
| ------------------------ | -------------------------------------------------------------------------------------------- | ------ |
| ビジュメニア             | テレビアニメ『世界征服〜謀略のズヴィズダー〜』エンディングテーマ                             | 2014年 |
| くちひげ泡バルーン       | アプリ『モンハン いつでもアイルーライフ』テーマソング                                        | 2014年 |
| クピドゥレビュー         | テレビアニメ『彼女がフラグをおられたら』オープニングテーマ                                   | 2014年 |
| 永遠ラビリンス           | テレビアニメ『僕の彼女がマジメ過ぎるしょびっちな件』オープニングテーマ                       | 2017年 |
| 帰る場所があるということ | テレビアニメ『ピアノの森』エンディングテーマ                                                 | 2018年 |
| Unbreakable              | テレビアニメ『＜Infinite Dendrogram＞-インフィニット・デンドログラム-』オープニングテーマ    | 2020年 |
| ぐだふわエブリデー       | テレビアニメ『スライム倒して300年、知らないうちにレベルMAXになってました』オープニングテーマ | 2021年 |

### 歌手参加作品
| 発売日        | 商品名              | 歌 | 楽曲                    | 備考                                                             |
| ------------- | ------------------- | --- | ----------------------- | ---------------------------------------------------------------- |
| 2014年5月13日 | ONENESS             | アイドルマスター、藍井エイル、アフィリア・サーガ、angela、いとうかなこ、Wake Up, Girls!、小野賢章、OLDCODEX、喜多村英梨、栗林みな実、GRANRODEO、黒崎真音、ZAQ、JAM Project、sweet ARMS、鈴木このみ、STAR☆ANIS、谷本貴義、田村ゆかり、茅原実里、T.M.Revolution、仲谷明香、流田Project、橋本仁、fhána、FLOW、petit milady、堀江由衣、三澤紗千香、水樹奈々、三森すずこ、宮野真守、μ's、May'n、ゆいかおり、悠木碧、吉田仁美、LiSA、和田光司 | 「ONENESS」             | ライブイベント『Animelo Summer Live 2014 -ONENESS-』テーマソング |
| 2018年5月16日 | Stand by...MUSIC!!! | アイドルマスター SideM、アイドルマスター ミリオンライブ！ ミリオンスターズ、亜咲花、伊藤美来、内田彩、内田真礼、オーイシマサヨシ、GRANRODEO(KISHOW)、鈴木このみ、鈴木みのり、竹達彩奈、TRUE、fhána、悠木碧 | 「Stand by...MUSIC!!!」 | ライブイベント『Animelo Summer Live 2018 "OK!"』テーマソング     |

### キャラクターソング
| 発売日   | 商品名                                                                                      | 歌 | 楽曲 | 備考 |
| 2006年   | 2006年                                                                                      | 2006年 | 2006年 | 2006年                                                                                                  |
| -------- | ------------------------------------------------------------------------------------------- | --- | --- | --- |
| 11月29日 | おねがいマイメロディ キャラクターソングガールズアルバム                                     | 夢野琴（八武崎碧） | 「シアワセの羽」                                                                                                  | テレビアニメ『おねがいマイメロディ』関連曲                                                              |
| 2010年   |                                                                                             | | | |
| 4月21日  | ゆとりのゆとり                                                                              | 田中ゆとり（悠木碧）、摘込しおり（花澤香菜）、団華院れいこ（渡辺明乃） | 「ゆとりのゆとり」                                                                                                | Webアニメ『ゆとりちゃん』主題歌                                                                         |
| 4月21日  | ゆとりのゆとり                                                                              | 田中ゆとり（悠木碧） | 「ゆとりのじかん」                                                                                                | Webアニメ『ゆとりちゃん』関連曲                                                                         |
| 5月26日  | いちばんうしろの大魔王 ドラマ&キャラクターソングアルバム〜いちばんうしろにあるキモチ〜      | ころね（悠木碧） | 「CONNECTION」 | テレビアニメ『いちばんうしろの大魔王』関連曲                                                            |
| 5月26日  | ソ・ラ・ノ・ヲ・ト キャラクターイメージソングCD <カナタ×クレハ×ノエル>                      | カナタ（金元寿子）、クレハ（喜多村英梨）、ノエル（悠木碧） | 「ヨーイ・テ！」                                                                                                  | テレビアニメ『ソ・ラ・ノ・ヲ・ト』関連曲                                                                |
| 6月9日   | あにゃまる探偵キルミンずぅ アソートCD (1)                                                   | フナコツさんとキルミンずぅの愉快な仲間たち | 「ズバッと解決！ ラッキー探偵（OA Ver.）」                                                                        | テレビアニメ『あにゃまる探偵 キルミンずぅ』関連曲                                                       |
| 6月9日   | あにゃまる探偵キルミンずぅ アソートCD (1)                                                   | 御子神リコ（悠木碧）、御子神リム（佐藤聡美）、御子神ナギサ（安済知佳） | 「Poo」 「Chuai mad noi」                                                                                         | テレビアニメ『あにゃまる探偵 キルミンずぅ』関連曲                                                       |
| 8月4日   | あにゃまる探偵キルミンずぅ アソートCD (2)                                                   | 御子神リコ（悠木碧）、御子神リム（佐藤聡美）、御子神ナギサ（安済知佳） | 「真夏の花園」 | テレビアニメ『あにゃまる探偵 キルミンずぅ』関連曲                                                       |
| 8月4日   | あにゃまる探偵キルミンずぅ アソートCD (2)                                                   | フナコツさんとキルミンずぅの愉快な仲間たち | 「ズバッと解決！ ラッキー探偵 KAMIHAMA MIX」                                                                      | テレビアニメ『あにゃまる探偵 キルミンずぅ』関連曲                                                       |
| 11月10日 | 恋にせっせ通りゃんせ                                                                        | 柳生十兵衛（悠木碧）、真田幸村（釘宮理恵）、徳川千（寿美菜子） | 「恋にせっせ通りゃんせ」                                                                                          | テレビアニメ『百花繚乱 サムライガールズ』エンディングテーマ                                             |
| 11月10日 | 恋にせっせ通りゃんせ                                                                        | 柳生十兵衛（悠木碧）、徳川千（寿美菜子） | 「ハナサク☆サムライラブ」                                                                                         | テレビアニメ『百花繚乱 サムライガールズ』関連曲                                                         |
| 11月24日 | メイズ参上！                                                                                | メイズ | 「メイズ参上！」                                                                                                  | テレビアニメ『それでも町は廻っている』エンディングテーマ                                                |
| 11月24日 | メイズ参上！                                                                                | メイズ | 「そうは云っても世界は終わらない」                                                                                | テレビアニメ『それでも町は廻っている』挿入歌                                                            |
| 11月24日 | 神のみキャラCD.2 青山美生 starring 悠木碧                                                   | 青山美生（悠木碧） | 「ラスト・ダンス」 「コイノシルシ from Mio」                                                                      | テレビアニメ『神のみぞ知るセカイ』関連曲                                                                |
| 12月8日  | コイノシルシ                                                                                | 神のみぞ知り隊 | 「コイノシルシ」                                                                                                  | テレビアニメ『神のみぞ知るセカイ』エンディングテーマ                                                    |
| 12月8日  | コイノシルシ                                                                                | 青山美生（悠木碧） with エルシィ（伊藤かな恵）、歩美（竹達彩奈） | 「コイノシルシ feat. 青山美生」                                                                                   | テレビアニメ『神のみぞ知るセカイ』エンディングテーマ                                                    |
| 12月8日  | 百花繚乱 サムライガールズ キャラクターソングミニアルバム                                    | 柳生十兵衛（悠木碧） | 「覚悟のらんらんガール」                                                                                          | テレビアニメ『百花繚乱 サムライガールズ』関連曲                                                         |
| 12月21日 | 「神のみぞ知るセカイ」キャラクター・カバーALBUM 〜選曲:若木民喜〜                           | 青山美生（悠木碧） | 「プラチナ」 | テレビアニメ『神のみぞ知るセカイ』関連曲                                                                |
| 2011年   |                                                                                             | | | |
| 4月20日  | 境界線上のホライゾン BD第5巻特典CD                                                          | アデーレ・バルフェット（大橋歩夕）、向井・鈴（悠木碧） | 「武蔵歌」 | テレビアニメ『境界線上のホライゾン』関連曲                                                              |
| 4月27日  | 魔法少女まどか☆マギカ BD&DVD 1 完全生産限定版特典CD                                         | 鹿目まどか（悠木碧） | 「またあした」 | テレビアニメ『魔法少女まどか☆マギカ』エンディングテーマ                                                 |
| 5月25日  | Aチャンネル BD&DVD 1 完全生産限定版特典CD                                                   | るん（福原香織）、トオル（悠木碧）、ナギ（内山夕実）、ユー子（寿美菜子） | 「ハミングガール」                                                                                                | テレビアニメ『Aチャンネル』エンディングテーマ                                                           |
| 5月25日  | Aチャンネル BD&DVD 1 完全生産限定版特典CD                                                   | るん（福原香織）、トオル（悠木碧）、ナギ（内山夕実）、ユー子（寿美菜子） | 「はるかぜの化学」 「Start」                                                                                      | テレビアニメ『Aチャンネル』挿入歌                                                                       |
| 6月1日   | GOSICK -ゴシック- 知恵の泉と小夜曲「花振る亡霊は夏の夜を彩る」                              | ヴィクトリカ・ド・ブロワ（悠木碧） | 「Incertitude」                                                                                                   | テレビアニメ『GOSICK -ゴシック-』関連曲                                                                 |
| 6月22日  | Aチャンネル BD&DVD 2 完全生産限定版特典CD                                                   | トオル（悠木碧） | 「ぎゅっとして欲しいんだ」                                                                                        | テレビアニメ『Aチャンネル』挿入歌                                                                       |
| 8月24日  | Aチャンネル BD&DVD 4 完全生産限定版特典CD                                                   | るん（福原香織）、トオル（悠木碧） | 「ともだち」 「翼はないけど」                                                                                     | テレビアニメ『Aチャンネル』挿入歌                                                                       |
| 8月31日  | GOSICK -ゴシック- 知恵の泉と独唱曲「花びらと梟」                                            | ヴィクトリカ・ド・ブロワ（悠木碧） | 「KentAi to Konton」                                                                                              | テレビアニメ『GOSICK -ゴシック-』関連曲                                                                 |
| 9月14日  | 異国迷路のクロワーゼ The Animation ドラマCD 音語り                                          | 湯音（東山奈央）、アリス（悠木碧） | 「ふたりの歌」 | ドラマCD『音語り』エンディングテーマ                                                                    |
| 9月21日  | Aチャンネル BD&DVD 5 完全生産限定版特典CD                                                   | るん（福原香織）、トオル（悠木碧）、ナギ（内山夕実）、ユー子（寿美菜子） | 「オカシナ時間」 「Happy Snow」                                                                                   | テレビアニメ『Aチャンネル』挿入歌                                                                       |
| 10月26日 | Aチャンネル BD&DVD 6 完全生産限定版特典CD                                                   | トオル（悠木碧） | 「きっと ずっと もっと」                                                                                          | テレビアニメ『Aチャンネル』挿入歌                                                                       |
| 11月16日 | 「Treasure!」と、その他「ベン・トー」な歌つめ合わせ                                         | 白粉花（悠木碧） | 「筋肉刑事は何度でも逝く」                                                                                        | テレビアニメ『ベン・トー』関連曲                                                                        |
| 2012年   |                                                                                             | | | |
| 2月29日  | 戦姫絶唱シンフォギア キャラクターソング2 立花響                                             | 立花響（悠木碧） | 「撃槍・ガングニール」 「私ト云ウ 音響キ ソノ先ニ」                                                               | テレビアニメ『戦姫絶唱シンフォギア』挿入歌                                                              |
| 4月25日  | 戦姫絶唱シンフォギア BD&DVD 2 限定版特典CD                                                  | 立花響（悠木碧） | 「喪失までのカウントダウン（聖詠）」                                                                              | テレビアニメ『戦姫絶唱シンフォギア』挿入歌                                                              |
| 4月25日  | SquarePanicSerenade/Futuristic Player                                                       | 高鴨穏乃（悠木碧）、新子憧（東山奈央）、松実玄（花澤香菜）、鷺森灼（内山夕実）、松実宥（MAKO） | 「SquarePanicSerenade」                                                                                           | テレビアニメ『咲-Saki-阿知賀編 episode of side-A』エンディングテーマ                                    |
| 6月20日  | 咲-Saki- 阿知賀編 episode of side-A キャラクターソング Vol.1                                | 高鴨穏乃（悠木碧） | 「YES!!READY to PLAY」 「まじかる☆まーじゃん☆わーるど」                                                           | テレビアニメ『咲-Saki- 阿知賀編 episode of side-A』関連曲                                               |
| 7月25日  | 戦姫絶唱シンフォギア BD&DVD 5 限定版特典CD                                                  | 立花響（悠木碧） | 「胸に響き、いつか世界に満ちるまで（絶唱）」                                                                      | テレビアニメ『戦姫絶唱シンフォギア』挿入歌                                                              |
| 8月29日  | 戦姫絶唱シンフォギア BD&DVD 6 限定版特典CD                                                  | 立花響（悠木碧）、風鳴翼（水樹奈々）、雪音クリス（高垣彩陽） | 「FIRST LOVE SONG」                                                                                               | テレビアニメ『戦姫絶唱シンフォギア』挿入歌                                                              |
| 2013年   |                                                                                             | | | |
| 2月6日   | 僕たちの城                                                                                  | 空野葵（北原沙弥香）& 瀬戸水鳥（美名）& 山菜茜（ゆりん）& 菜花黄名子（悠木碧） | 「青春おでん」 | テレビアニメ『イナズマイレブンGO クロノ・ストーン』エンディングテーマ                                   |
| 2月27日  | イナズマイレブンGO クロノ・ストーン オールスターズ キャラクターソング アルバム              | フェイ・ルーン（木村亜希子）& 菜花黄名子（悠木碧） | 「ヤサシイミライ」                                                                                                | テレビアニメ『イナズマイレブンGO クロノ・ストーン』関連曲                                               |
| 2月27日  | イナズマイレブンGO クロノ・ストーン オールスターズ キャラクターソング アルバム              | 空野葵（北原沙弥香）& 瀬戸水鳥（美名）& 山菜茜（ゆりん）& 菜花黄名子（悠木碧） | 「青春おでん」 | テレビアニメ『イナズマイレブンGO クロノ・ストーン』関連曲                                               |
| 3月27日  | 咲-Saki-阿知賀編 episode of side-A キャラソンベストアルバム THE 夢のヒットスクエア 阿知賀編 | 高鴨穏乃（悠木碧）、新子憧（東山奈央）、松実玄（花澤香菜）、松実宥（MAKO）、鷺森灼（内山夕実） | 「四角い宇宙で待ってるよ（阿知賀女子りぷろだくとver.）」 「熱烈歓迎わんだーらんど（阿知賀女子りぷろだくとver.）」 | テレビアニメ『咲-Saki- 阿知賀編 episode of side-A』関連曲                                               |
| 7月3日   | 勝手にシンデレラ                                                                            | COLORS | 「勝手にシンデレラ」                                                                                              | テレビアニメ『イナズマイレブンGO ギャラクシー』エンディングテーマ                                       |
| 7月3日   | 勝手にシンデレラ                                                                            | COLORS | 「ファンタジーが止まらない」                                                                                      | テレビアニメ『イナズマイレブンGO ギャラクシー』関連曲                                                   |
| 7月10日  | やはりこのキャラソンはまちがっている。                                                      | 比企谷小町（悠木碧） | 「ヒマワリGood Days」                                                                                             | テレビアニメ『やはり俺の青春ラブコメはまちがっている。』関連曲                                          |
| 7月24日  | 戦姫絶唱シンフォギアG キャラクターソング2 立花響                                            | 立花響（悠木碧） | 「正義を信じて、握り締めて」 「Rainbow Flower」                                                                   | テレビアニメ『戦姫絶唱シンフォギアG』挿入歌                                                             |
| 10月2日  | 戦姫絶唱シンフォギアG BD&DVD 1 限定版特典CD                                                 | 立花響（悠木碧） | 「喪失までのカウントダウン（聖詠）」                                                                              | テレビアニメ『戦姫絶唱シンフォギアG』挿入歌                                                             |
| 10月2日  | 戦姫絶唱シンフォギアG BD&DVD 1 限定版特典CD                                                 | 立花響（悠木碧）、風鳴翼（水樹奈々）、雪音クリス（高垣彩陽） | 「戦姫絶唱 ver.Tri-Burst（絶唱）」                                                                                | テレビアニメ『戦姫絶唱シンフォギアG』挿入歌                                                             |
| 2014年   |                                                                                             | | | |
| 2月5日   | 戦姫絶唱シンフォギアG BD&DVD 5 限定版特典CD                                                 | 立花響（悠木碧）、風鳴弦十郎（石川英郎） | 「英雄故事（Ver.Training Day）」                                                                                  | テレビアニメ『戦姫絶唱シンフォギアG』挿入歌                                                             |
| 3月5日   | 戦姫絶唱シンフォギアG BD&DVD 6 限定版特典CD                                                 | 立花響（悠木碧）、風鳴翼（水樹奈々）、雪音クリス（高垣彩陽）、マリア・カデンツァヴナ・イヴ（日笠陽子）、月読調（南條愛乃）、暁切歌（茅野愛衣） | 「始まりの歌」 | テレビアニメ『戦姫絶唱シンフォギアG』挿入歌                                                             |
| 3月5日   | 戦姫絶唱シンフォギアG BD&DVD 6 限定版特典CD                                                 | 立花響（悠木碧）、風鳴翼（水樹奈々）、雪音クリス（高垣彩陽）、マリア・カデンツァヴナ・イヴ（日笠陽子）、月読調（南條愛乃）、暁切歌（茅野愛衣）、天羽奏（高山みなみ） | 「虹色のフリューゲル」                                                                                            | テレビアニメ『戦姫絶唱シンフォギアG』挿入歌                                                             |
| 4月2日   | 聖剣使いの禁呪詠唱 イメージソングミニアルバム                                               | 漆原静乃（悠木碧） | 「SNOW DOME」 | アニメ『聖剣使いの禁呪詠唱』関連曲                                                                      |
| 4月30日  | クピドゥレビュー                                                                            | 吟遊院芹香（悠木碧） | 「1st Love（はつ恋）宣言」                                                                                        | テレビアニメ『彼女がフラグをおられたら』挿入歌                                                          |
| 5月28日  | 夕暮れハッピーゴー                                                                          | 春鳥つぐみ（千菅春香）、多々音めめ（悠木碧）、アーニャ・ヘプバーン（早見沙織） | 「夕暮れハッピーゴー」                                                                                            | テレビアニメ『ソウルイーターノット！』エンディングテーマ                                                |
| 5月28日  | 夕暮れハッピーゴー                                                                          | 春鳥つぐみ（千菅春香）、多々音めめ（悠木碧）、アーニャ・ヘプバーン（早見沙織） | 「Ding-Dong Our HEARTS」                                                                                          | テレビアニメ『ソウルイーターノット！』関連曲                                                            |
| 9月14日  | 銀河乙女 〜オリジナルサウンドトラック〜                                                     | ミレイユ（竹達彩奈）、シャルロット（悠木碧） | 「ときめきデイズ」                                                                                                | パチンコ『CR銀河乙女』使用楽曲                                                                          |
| 9月24日  | ソウルイーターノット！ BD・DVD第3巻特典CD                                                   | 多々音めめ（悠木碧） | 「夕暮れハッピーゴー めめソロVer.」                                                                               | テレビアニメ『ソウルイーターノット！』関連曲                                                            |
| 9月24日  | 六畳間の侵略者!? BD・DVD第1巻特典CD                                                         | カラマ（竹達彩奈）、コラマ（悠木碧） | 「ハニワメランコリリック」                                                                                        | テレビアニメ『六畳間の侵略者!?』関連曲                                                                  |
| 2015年   |                                                                                             | | | |
| 3月11日  | マグナ・イデア                                                                              | fortuna | 「マグナ・イデア」                                                                                                | テレビアニメ『聖剣使いの禁呪詠唱』エンディングテーマ                                                    |
| 3月11日  | マグナ・イデア                                                                              | fortuna | 「キラリア」 | テレビアニメ『聖剣使いの禁呪詠唱』挿入歌                                                                |
| 3月18日  | 聖剣使いの禁呪詠唱 救世主達の旋律 1                                                         | 漆原静乃（悠木碧） | 「Guilty Heavenly」                                                                                               | テレビアニメ『聖剣使いの禁呪詠唱』関連曲                                                                |
| 3月25日  | 聖剣使いの禁呪詠唱 救世主達の旋律 2                                                         | 嵐城サツキ（竹達彩奈）、漆原静乃（悠木碧） | 「BELIEF」 | テレビアニメ『聖剣使いの禁呪詠唱』関連曲                                                                |
| 5月27日  | ソードアート・オンラインII BD・DVD第8巻特典CD                                               | ユウキ（悠木碧） | 「Liberty Rosario」                                                                                               | テレビアニメ『ソードアート・オンラインII』関連曲                                                        |
| 7月15日  | 戦姫絶唱シンフォギアGX キャラクターソング2 立花 響                                          | 立花響（悠木碧） | 「限界突破 G-beat」 「リトルミラクル -Grip it tight-」                                                            | テレビアニメ『戦姫絶唱シンフォギアGX』挿入歌                                                            |
| 8月26日  | PHANTASY STAR ONLINE 2 キャラクターCD〜Song Festival〜II                                    | ヒューイ（柿原徹也）、クラリスクレイスー（悠木碧） | 「激（ギラ）！爆（ギラ）！マキシマム・オーバーヒート」                                                            | ゲーム『ファンタシースターオンライン2』関連曲                                                           |
| 9月16日  | Nameless Heart                                                                              | フレミー・スピッドロウ（悠木碧） | 「Nameless Heart」 「Frozen Flower」                                                                              | テレビアニメ『六花の勇者』エンディングテーマ                                                            |
| 9月30日  | 戦姫絶唱シンフォギアGX BD・DVD第1巻特典CD                                                   | 立花響（悠木碧）、風鳴翼（水樹奈々）、雪音クリス（高垣彩陽） | 「RADIANT FORCE」                                                                                                 | テレビアニメ『戦姫絶唱シンフォギアGX』劇中歌                                                            |
| 10月28日 | 戦姫絶唱シンフォギアGX BD・DVD第2巻特典CD                                                   | 立花響（悠木碧）、風鳴翼（水樹奈々）、雪音クリス（高垣彩陽）、マリア・カデンツァヴナ・イヴ（日笠陽子）、月読調（南條愛乃）、暁切歌（茅野愛衣） | 「戦場の姫巫女、絶えず命を唱いあげる（絶唱）」                                                                    | テレビアニメ『戦姫絶唱シンフォギアGX』劇中歌                                                            |
| 11月25日 | 戦姫絶唱シンフォギアGX BD・DVD第3巻特典CD                                                   | 立花響（悠木碧）、風鳴翼（水樹奈々）、雪音クリス（高垣彩陽） | 「RADIANT FORCE（IGNITED arrangement）」                                                                          | テレビアニメ『戦姫絶唱シンフォギアGX』劇中歌                                                            |
| 11月25日 | TVアニメ「緋弾のアリアAA」キャラクターソング集                                              | 島麒麟（悠木碧） | 「魔法の歌」 | テレビアニメ『緋弾のアリアAA』関連曲                                                                    |
| 11月25日 | HEARTBEAT JAM♪                                                                              | A型ちゃん（悠木碧）、B型ちゃん（堀江由衣）、O型ちゃん（小林ゆう）、AB型ちゃん（中原麻衣） | 「HEARTBEAT JAM♪」                                                                                                | テレビアニメ『血液型くん！3』オープニングテーマ                                                         |
| 12月29日 | やはりこのキャラソンはまちがっている。続                                                    | 比企谷小町（悠木碧） | 「Enjoy!! go my way」                                                                                             | テレビアニメ『やはり俺の青春ラブコメはまちがっている。続』                                              |
| 2016年   |                                                                                             | | | |
| 1月27日  | 緋弾のアリアAA BD・DVD第2巻 Bullet.2 特典キャラクターソングCD2                              | 火野ライカ（M・A・O）、島麒麟（悠木碧） | 「Orion」 | テレビアニメ『緋弾のアリアAA』関連曲                                                                    |
| 2月24日  | 戦姫絶唱シンフォギアGX BD・DVD第6巻特典CD                                                   | 立花響（悠木碧） | 「限界突破 G-beat(IGNITED arrangement)」                                                                          | テレビアニメ『戦姫絶唱シンフォギアGX』劇中歌                                                            |
| 4月22日  | ワンパンマン BD・DVD第5巻 特装限定版 SPECIAL CD                                             | 戦慄のタツマキ（悠木碧）、地獄のフブキ（早見沙織） | 「タツマキとフブキのワンパン音頭」                                                                                | テレビアニメ『ワンパンマン』関連曲                                                                      |
| 4月27日  | 星守アイドルプロジェクト「STAR☆T」                                                          | Tiara | 「ハートの軌跡」                                                                                                  | ゲーム『バトルガール ハイスクール』関連曲                                                               |
| 5月27日  | ワンパンマン BD・DVD第6巻 特装限定版 SPECIAL CD                                             | サイタマ（古川慎）、ジェノス（石川界人）、音速のソニック（梶裕貴）、戦慄のタツマキ（悠木碧）、地獄のフブキ（早見沙織）、キング（安元洋貴）、無免ライダー（中村悠一） | 「ミンナのワンパン音頭」                                                                                          | テレビアニメ『ワンパンマン』関連曲                                                                      |
| 10月26日 | 田中くんはいつもけだるげ 5 特装限定版                                                       | 莉乃（悠木碧） | 「おにいちゃん」                                                                                                  | テレビアニメ『田中くんはいつもけだるげ』関連曲                                                          |
| 2017年   |                                                                                             | | | |
| 1月25日  | ステラのまほう BD・DVD第2巻特典CD                                                           | 2年生チーム | 「game×game×HOLIC」                                                                                               | テレビアニメ『ステラのまほう』関連曲                                                                    |
| 2月22日  | Los! Los! Los!                                                                              | ターニャ・デグレチャフ（悠木碧） | 「Los! Los! Los!」                                                                                                | テレビアニメ『幼女戦記』エンディングテーマ                                                              |
| 2月22日  | Los! Los! Los!                                                                              | ターニャ・デグレチャフ（悠木碧） | 「戦線のリアリズム」                                                                                              | テレビアニメ『幼女戦記』関連曲                                                                          |
| 2月22日  | 夏音-フシギナイロ-/Cat-Cat Romance                                                          | Clover | 「夏音-フシギナイロ-」                                                                                            | ゲーム『バトルガール ハイスクール』関連曲                                                               |
| 3月22日  | ソードアート・オンライン ソングコレクションII                                               | ユウキ（悠木碧）、シウネー（嶋村侑）、ジュン（山下大輝）、テッチ（こぶしのぶゆき）、タルケン（田丸篤志）、ノリ（田野アサミ）、アスナ（戸松遥） | 「Sleepless Legend」                                                                                              | テレビアニメ『ソードアート・オンラインII』関連曲                                                        |
| 4月19日  | ガールフレンド（仮） キャラクターソングシリーズ Vol.04                                      | 不知火五十鈴（悠木碧） | 「彩花囃子（イロドリハナバヤシ）」                                                                                | 『ガールフレンド（仮）』関連曲                                                                          |
| 5月17日  | ガールフレンド（仮） キャラクターソングシリーズ Vol.05                                      | アイリス | 「二人で旅にでる理由は？」                                                                                        | 『ガールフレンド（仮）』関連曲                                                                          |
| 7月5日   | 戦姫絶唱シンフォギアAXZ キャラクターソング1                                                 | 立花響（悠木碧） | 「負けない愛が拳（ここ）にある」 「花咲く勇気」                                                                   | テレビアニメ『戦姫絶唱シンフォギアAXZ』挿入歌                                                           |
| 7月26日  | ホシノキズナ                                                                                | 神樹ヶ峰女学園星守クラス | 「ホシノキズナ」                                                                                                  | テレビアニメ『バトルガール ハイスクール』オープニングテーマ                                             |
| 8月9日   | 魔法少女まどか☆マギカ Ultimate Best                                                         | 鹿目まどか（悠木碧）、美樹さやか（喜多村英梨） | 「naturally」 | パチスロ機『SLOT魔法少女まどか☆マギカ2』挿入歌                                                          |
| 8月9日   | 魔法少女まどか☆マギカ Ultimate Best                                                         | 鹿目まどか（悠木碧） | 「あこがれ咲いた」                                                                                                | パチンコ機『ぱちんこ 魔法少女まどか☆マギカ』挿入歌                                                      |
| 8月9日   | 魔法少女まどか☆マギカ Ultimate Best                                                         | 鹿目まどか（悠木碧）、暁美ほむら（斎藤千和） | 「ユメおと」 | パチンコ機『ぱちんこ 魔法少女まどか☆マギカ』挿入歌                                                      |
| 9月27日  | 戦姫絶唱シンフォギアAXZ BD・DVD第1巻特典CD                                                  | 立花響（悠木碧）、風鳴翼（水樹奈々）、雪音クリス（高垣彩陽） | 「激唱インフィニティ」                                                                                            | テレビアニメ『戦姫絶唱シンフォギアAXZ』挿入歌                                                           |
| 10月25日 | 戦姫絶唱シンフォギアAXZ BD・DVD第2巻特典CD                                                  | 立花響（悠木碧）、風鳴翼（水樹奈々）、雪音クリス（高垣彩陽） | 「激唱インフィニティ（IGNITED arrangement）」                                                                     | テレビアニメ『戦姫絶唱シンフォギアAXZ』挿入歌                                                           |
| 2018年   |                                                                                             | | | |
| 1月10日  | テレビアニメ「僕の彼女がマジメ過ぎるしょびっちな件」恋の四十八手 秘事篇                     | 香坂秋穂（悠木碧） | 「This is not a drill!!」                                                                                         | テレビアニメ『僕の彼女がマジメ過ぎるしょびっちな件』関連曲                                              |
| 1月24日  | バトルガール ハイスクール BD・DVD第3巻特典CD                                                | サドネ（悠木碧） | 「ホシノキズナ」 「ハートの軌跡」 「夏音-フシギナイロ-」 「空色メモリーズ」                                       | テレビアニメ『バトルガール ハイスクール』関連曲                                                         |
| 1月31日  | 戦姫絶唱シンフォギアAXZ BD・DVD第5巻特典CD                                                  | 立花響（悠木碧）、暁切歌（茅野愛衣） | 「必愛デュオシャウト」                                                                                            | テレビアニメ『戦姫絶唱シンフォギアAXZ』挿入歌                                                           |
| 2月28日  | 戦姫絶唱シンフォギアAXZ BD・DVD第6巻特典CD                                                  | 立花響（悠木碧）、風鳴翼（水樹奈々）、雪音クリス（高垣彩陽）、マリア・カデンツァヴナ・イヴ（日笠陽子）、月読調（南條愛乃）、暁切歌（茅野愛衣） | 「アクシアの風」                                                                                                  | テレビアニメ『戦姫絶唱シンフォギアAXZ』挿入歌                                                           |
| 3月7日   | Harvest Moon Night                                                                          | ミコチ（下地紫野）、コンジュ（悠木碧） | 「Harvest Moon Night」                                                                                            | テレビアニメ『ハクメイとミコチ』エンディングテーマ                                                      |
| 3月7日   | Harvest Moon Night                                                                          | コンジュ（悠木碧） | 「水底のリズム」                                                                                                  | テレビアニメ『ハクメイとミコチ』関連曲                                                                  |
| 3月28日  | プリンセスコネクト！Re:Dive PRICONNE CHARACTER SONG 02                                      | サレン（堀江由衣）、スズメ（悠木碧） | 「えがおのマイホーム」                                                                                            | ゲーム『プリンセスコネクト！Re:Dive』挿入歌                                                             |
| 6月23日  | 魔法使いと黒猫のウィズ 5th Anniversary Original Soundtrack                                  | ユッカ（悠木碧）、ルカ（茜屋日海夏） | 「Ray of Heart」                                                                                                  | ゲーム『クイズRPG 魔法使いと黒猫のウィズ』関連曲                                                        |
| 7月27日  | -                                                                                           | ポチ（河野ひより）、タマ（奥野香耶）、アリサ（悠木碧） | 「美少女天使マジカルローズ」                                                                                      | テレビアニメ『デスマーチからはじまる異世界狂想曲』挿入歌                                                |
| 8月29日  | 戦姫絶唱シンフォギアXD UNLIMITED キャラクターソングアルバム1                                | 立花響（悠木碧） | 「エンドレス☆サマータイム」                                                                                       | ゲーム『戦姫絶唱シンフォギアXD UNLIMITED』関連曲                                                        |
| 2019年   |                                                                                             | | | |
| 1月16日  | SSSS.GRIDMAN CHARACTER SONG.4                                                               | ボラー（悠木碧） | 「Dig Dig Boooom!」                                                                                               | テレビアニメ『SSSS.GRIDMAN』関連曲                                                                      |
| 1月16日  | SSSS.GRIDMAN CHARACTER SONG.4                                                               | 新世紀中学生 | 「Xenon's Justice」                                                                                               | テレビアニメ『SSSS.GRIDMAN』関連曲                                                                      |
| 3月27日  | ベルゼブブ嬢のお気に召すまま。 BD・DVD第4巻特典CD                                           | ダンタリオン（悠木碧）、モレク（興津和幸） | 「つづく。」 | テレビアニメ『ベルゼブブ嬢のお気に召すまま。』関連曲                                                    |
| 5月29日  | 異世界かるてっと/異世界ガールズ♡トーク                                                      | アインズ（日野聡）、カズマ（福島潤）、スバル（小林裕介）、ターニャ（悠木碧） | 「異世界かるてっと」                                                                                              | テレビアニメ『異世界かるてっと』オープニングテーマ                                                      |
| 5月29日  | 異世界かるてっと/異世界ガールズ♡トーク                                                      | アルベド（原由実）、アクア（雨宮天）、エミリア（高橋李依）、ターニャ（悠木碧） | 「異世界ガールズ♡トーク」                                                                                         | テレビアニメ『異世界かるてっと』エンディングテーマ                                                      |
| 7月10日  | 戦姫絶唱シンフォギアXV キャラクターソング1 立花響                                           | 立花響（悠木碧） | 「ALL LOVES BLAZING」                                                                                             | テレビアニメ『戦姫絶唱シンフォギアXV』挿入歌                                                            |
| 7月10日  | 戦姫絶唱シンフォギアXV キャラクターソング1 立花響                                           | 立花響（悠木碧） | 「キミだけに」 | テレビアニメ『戦姫絶唱シンフォギアXV』関連曲                                                            |
| 10月2日  | 戦姫絶唱シンフォギアXV BD・DVD第1巻特典CD                                                   | 立花響（悠木碧）、風鳴翼（水樹奈々）、雪音クリス（高垣彩陽）、マリア・カデンツァヴナ・イヴ（日笠陽子）、月読調（南條愛乃）、暁切歌（茅野愛衣） | 「六花繚乱」 | テレビアニメ『戦姫絶唱シンフォギアXV』挿入歌                                                            |
| 12月4日  | 戦姫絶唱シンフォギアXV BD・DVD第3巻特典CD                                                   | 立花響（悠木碧）、サンジェルマン（寿美菜子） | 「花咲く勇気 Ver. Amalgam」                                                                                       | テレビアニメ『戦姫絶唱シンフォギアXV』挿入歌                                                            |
| 12月4日  | 戦姫絶唱シンフォギアXD UNLIMITED キャラクターソングアルバム2                                | 立花響（悠木碧） | 「KNOCK OUTッ！」                                                                                                 | ゲーム『戦姫絶唱シンフォギアXD UNLIMITED』関連曲                                                        |
| 12月4日  | 戦姫絶唱シンフォギアXD UNLIMITED キャラクターソングアルバム2                                | 立花響（悠木碧）、マリア・カデンツァヴナ・イヴ（日笠陽子）、天羽奏（高山みなみ） | 「光槍・ガングニール」                                                                                            | ゲーム『戦姫絶唱シンフォギアXD UNLIMITED』関連曲                                                        |
| 2020年   |                                                                                             | | | |
| 2月5日   | 異世界ショータイム/ポンコツ！異世界シアター                                                 | アインズ（日野聡）、カズマ（福島潤）、スバル（小林裕介）、ターニャ（悠木碧） | 「異世界ショータイム」                                                                                            | テレビアニメ『異世界かるてっと2』オープニングテーマ                                                     |
| 2月5日   | 戦姫絶唱シンフォギアXV BD・DVD第5巻特典CD                                                   | 立花響（悠木碧）、風鳴翼（水樹奈々）、雪音クリス（高垣彩陽）、マリア・カデンツァヴナ・イヴ（日笠陽子）、月読調（南條愛乃）、暁切歌（茅野愛衣）、キャロル・マールス・ディーンハイム（水瀬いのり） | 「PERFECT SYMPHONY」                                                                                              | テレビアニメ『戦姫絶唱シンフォギアXV』挿入歌                                                            |
| 2月5日   | 戦姫絶唱シンフォギアXV BD・DVD第5巻特典CD                                                   | 立花響（悠木碧）、風鳴翼（水樹奈々）、雪音クリス（高垣彩陽）、マリア・カデンツァヴナ・イヴ（日笠陽子）、月読調（南條愛乃）、暁切歌（茅野愛衣）、小日向未来（井口裕香） | 「Xtreme Vibes」                                                                                                  | テレビアニメ『戦姫絶唱シンフォギアXV』挿入歌                                                            |
| 3月4日   | 戦姫絶唱シンフォギアXV BD・DVD第6巻特典CD                                                   | 立花響（悠木碧）、風鳴翼（水樹奈々）、雪音クリス（高垣彩陽）、マリア・カデンツァヴナ・イヴ（日笠陽子）、月読調（南條愛乃）、暁切歌（茅野愛衣）、小日向未来（井口裕香） | 「未来へのフリューゲル」                                                                                          | テレビアニメ『戦姫絶唱シンフォギアXV』挿入歌                                                            |
| 4月28日  | ファンタシースターオンライン2 エピソード・オラクル キャラクターソングCD                     | クラリスクレイス（悠木碧） | 「とってもスーパーなビクトリー!!」                                                                                | テレビアニメ『ファンタシースターオンライン2 エピソード・オラクル』関連曲                                |
| 5月27日  | プリンセスコネクト！Re:Dive PRICONNE CHARACTER SONG 15                                      | ペコリーヌ（M・A・O）、コッコロ（伊藤美来）、キャル（立花理香）、スズメ（悠木碧） | 「SAI*KOUスタートダッシュ」                                                                                       | ゲーム『プリンセスコネクト！Re:Dive』挿入歌                                                             |
| 7月8日   | ヒーリングっど♥プリキュア ボーカルアルバム 〜Voice of life〜                                | 花寺のどか（悠木碧）、ラビリン（加隈亜衣） | 「ワタシBlooming」                                                                                                | テレビアニメ『ヒーリングっど♥プリキュア』関連曲                                                         |
| 7月22日  | ヒーリングっど♥プリキュア キャラクターシングル 〜響き合う4つの声〜                          | キュアグレース（悠木碧）、キュアフォンテーヌ（依田菜津）、キュアスパークル（河野ひより）、キュアアース（三森すずこ） | 「ヒーリングっど♥プリキュア Touch!! 〜Precure Quartet Ver〜」                                                     | テレビアニメ『ヒーリングっど♥プリキュア』関連曲                                                         |
| 7月22日  | ヒーリングっど♥プリキュア キャラクターシングル 〜響き合う4つの声〜                          | キュアグレース（悠木碧）、キュアフォンテーヌ（依田菜津）、キュアスパークル（河野ひより）、キュアアース（三森すずこ） | 「Ready Steady →プリキュア!!」                                                                                    | テレビアニメ『ヒーリングっど♥プリキュア』関連曲                                                         |
| 10月7日  | 〜はなあらし〜                                                                              | Fool's End | 「〜はなあらし〜」 「オトメノソラ」                                                                               | 『IDOL舞SHOW』関連曲                                                                                    |
| 11月25日 | 彼女、お借りします BD第2巻特典CD                                                            | 七海麻美（悠木碧） | 「Favorite Lover」 「まみラップ」                                                                                 | テレビアニメ『彼女、お借りします』関連曲                                                                |
| 12月31日 | アズールレーンキャラクターソング Vol.03 A&B セット                                          | 大鳳（悠木碧）、ローン（佐藤聡美） | 「艦上 LOYALTY」                                                                                                  | ゲーム『アズールレーン』関連曲                                                                          |
| 2021年   |                                                                                             | | | |
| 1月27日  | 彼女、お借りします ゲーマーズ全巻購入特典CD                                                 | 水原千鶴（雨宮天）、七海麻美（悠木碧）、更科瑠夏（東山奈央）、桜沢墨（高橋李依） | 「Favorite Lover」                                                                                                | テレビアニメ『彼女、お借りします』関連曲                                                                |
| 1月27日  | がんばれ！蜘蛛子さんのテーマ                                                                | 「私」（悠木碧） | 「がんばれ！蜘蛛子さんのテーマ」                                                                                  | テレビアニメ『蜘蛛ですが、なにか？』エンディングテーマ                                                  |
| 1月27日  | がんばれ！蜘蛛子さんのテーマ                                                                | 「私」（悠木碧） | 「ヤケクソ☆ラプソディ」                                                                                           | テレビアニメ『蜘蛛ですが、なにか？』関連曲                                                              |
| 3月26日  | OBSOLETE BD下巻特典CD                                                                       | 九葉このか（悠木碧）、三剣ミコト（中上育実）、七星ななみ（斎藤千和） | 「夢、希望、そして私達の未来!!」                                                                                  | Webアニメ『OBSOLETE』劇中歌                                                                             |
| 5月7日   | 現実凸撃ヒエラルキー                                                                        | 「私」（悠木碧） | 「現実凸撃ヒエラルキー」                                                                                          | テレビアニメ『蜘蛛ですが、なにか？』エンディングテーマ                                                  |
| 5月7日   | 現実凸撃ヒエラルキー                                                                        | 「私」（悠木碧） | 「On My Own」 | テレビアニメ『蜘蛛ですが、なにか？』関連曲                                                              |
| 6月2日   | Fate/Grand Carnival 1st Season 完全生産限定版特典CD                                         | マシュ・キリエライト（高橋李依）、ニトクリス（田中美海）、エリザベート・バートリー（大久保瑠美）、酒呑童子（悠木碧）、茨木童子（東山奈央）、女王メイヴ（佐倉綾音）、アタランテ（早見沙織）、謎のヒロインX（川澄綾子）、イシュタル（植田佳奈）、ネロ・クラウディウス（丹下桜）、シトナイ（門脇舞以） | 「すーぱー☆あふぇくしょん」                                                                                       | OVA『Fate/Grand Carnival』テーマソング                                                                  |
| 9月29日  | 八百万の島の唄/Dear My MAJIHA Sisters                                                       | ヤーナ（竹達彩奈）、アォユー（悠木碧） | 「八百万の島の唄」                                                                                                | テレビアニメ『100万の命の上に俺は立っている』挿入歌                                                     |
| 2023年   |                                                                                             | | | |
| 6月13日  | -                                                                                           | アヴィア（悠木碧） | 「Eternal Light」                                                                                                 | ゲーム『アルケランド』主題歌                                                                            |
| 9月27日  | TVアニメ「スパイ教室」スペシャルエンディングテーマCD File.03                                | モニカ（悠木碧） | 「Pausing Shutter」                                                                                               | テレビアニメ『スパイ教室』エンディングテーマ                                                            |
| 11月29日 | 「ガンダムビルドシリーズ」10周年 BEST Collection                                            | キララ（悠木碧） | 「ガンプラ☆ワールド」                                                                                             | テレビアニメ『ガンダムビルドファイターズ』挿入歌                                                        |
| 2024年   |                                                                                             | | | |
| 4月26日  | 二人のDOGMA                                                                                 | 山嶽ノ國バンド | 「二人のDOGMA」                                                                                                   | ゲーム『ラグナドール 妖しき皇帝と終焉の夜叉姫』関連曲                                                   |
| 7月31日  | プリンセスコネクト！Re:Dive PRICONNE CHARACTER SONG 40                                      | スズメ（悠木碧）、キョウカ（小倉唯） | 「瞳に映るシルエット」                                                                                            | ゲーム『プリンセスコネクト！Re:Dive』挿入歌                                                             |
| 7月31日  | プリンセスコネクト！Re:Dive PRICONNE CHARACTER SONG 40                                      | スズメ（悠木碧） | 「瞳に映るシルエット」                                                                                            | ゲーム『プリンセスコネクト！Re:Dive』関連曲                                                             |
| 11月28日 | 彼女、お借りします 〜水平線と水着の彼女〜 限定盤特典サウンドトラック                        | 水原千鶴（雨宮天）、七海麻美（悠木碧）、更科瑠夏（東山奈央）、桜沢墨（高橋李依）、八重森みに（芹澤優） | 「サイダーの向こう」                                                                                              | ゲーム『彼女、お借りします 〜水平線と水着の彼女〜』オープニングテーマ                                   |
| 11月28日 | 彼女、お借りします 〜水平線と水着の彼女〜 限定盤特典サウンドトラック                        | 七海麻美（悠木碧） | 「サイダーの向こう -七海麻美 ver.-」                                                                              | ゲーム『彼女、お借りします 〜水平線と水着の彼女〜』関連曲                                               |
| 2025年   |                                                                                             | | | |
| 6月25日  | スライム倒して300年、知らないうちにレベルMAXになってました ～そのに～ BD特典CD              | アズサ（悠木碧） | 「生まれ変わろうと」                                                                                              | テレビアニメ『スライム倒して300年、知らないうちにレベルMAXになってました ～そのに～』エンディングテーマ |

### その他参加作品
| 発売日        | 商品名         | 歌                  | 楽曲         | 備考 |
| ------------- | -------------- | ------------------- | ------------ | ---- |
| 2012年7月25日 | ラブカレンダー | DECO*27 feat.悠木碧 | 「帰想本能」 |      |

## ライブ・イベント

### ワンマンライブ
| 出演日         | タイトル                                 | 会場                           |
| -------------- | ---------------------------------------- | ------------------------------ |
| 2015年4月19日  | 悠木碧 Concert 2015「プルミエ！」        | 舞浜アンフィシアター（千葉県） |
| 2019年10月22日 | 悠木碧 1st Orchestra Concert「レナトス」 | 東京芸術劇場（東京都）         |
| 2023年4月2日   | 悠木碧 2nd Orchestra Concert「ella」     | 東京芸術劇場（東京都）         |

### 合同ライブ
| 出演日              | タイトル                                | 会場                                   |
| ------------------- | --------------------------------------- | -------------------------------------- |
| 2012年10月6日       | シンフォギアライブ2012                  | Zepp DiverCity(TOKYO)（東京都）        |
| 2012年10月28日      | 咲-Saki-フェス 四角い宇宙でSquarePanic! | 中野サンプラザ（東京都）               |
| 2013年11月24日      | ANIMAX MUSIX 2013                       | 横浜アリーナ（神奈川県）               |
| 2013年12月14日      | シンフォギアライブ2013                  | 幕張メッセ イベントホール（千葉県）    |
| 2014年8月31日       | Animelo Summer Live 2014 -ONENESS-      | さいたまスーパーアリーナ（埼玉県）     |
| 2016年2月27日・28日 | シンフォギアライブ2016                  | 日本武道館（東京都）                   |
| 2018年3月3日・4日   | シンフォギアライブ2018                  | 武蔵野の森総合スポーツプラザ（東京都） |
| 2018年8月25日       | Animelo Summer Live 2018 "OK!"          | さいたまスーパーアリーナ（埼玉県）     |
| 2022年11月20日      | シンフォギアライブ2020→2022             | ベルーナドーム（埼玉県）               |
| 2024年1月21日       | 全プリキュア 20th Anniversary LIVE!     | 横浜アリーナ（神奈川県）               |

## 書籍

### エッセイ
- 悠木碧のつくりかた（2023年9月21日、中央公論新社、ISBN 978-4-12-005695-6）[739][740]

### 写真集
- Diamant fille〜ディアマン フィーユ〜（2012年、グライドメディア、ISBN 978-4-8130-2177-3）
- あおいのたからばこ（2013年、主婦の友社、ISBN 978-4-07-288107-1）
- 悠木碧フォトブック Sugary Fairy〜季節のスイーツを添えて〜（2015年、主婦の友社、ISBN 978-4-07-411424-5）
- 悠木碧フォトブックプラネタルミナスsupernova（2017年、主婦の友社、ISBN 978-4-07-428465-8）
- 悠木碧写真集 あやかし（2019年、主婦の友社、ISBN 978-4-07-433638-8）

### 雑誌連載
- あおいのあいうえお！（2010年 - 、声優グランプリ）
- キメラプロジェクト:ゼロ（2022年 - 2024年、月刊アクション→Webアクション、原作〈キメラプロジェクトと共同、作画：ひつじロボ〉）

## 受賞歴
- ニュータイプアニメアワード2011 主演女優賞
- 第6回声優アワード 主演女優賞
- 日刊スポーツ第1回日刊アニメグランプリ MIP女性声優賞
- アニメージュアニメグランプリ 声優部門 - 2回（第43回、第47回）